# Regeringsformaties België 2019-2020

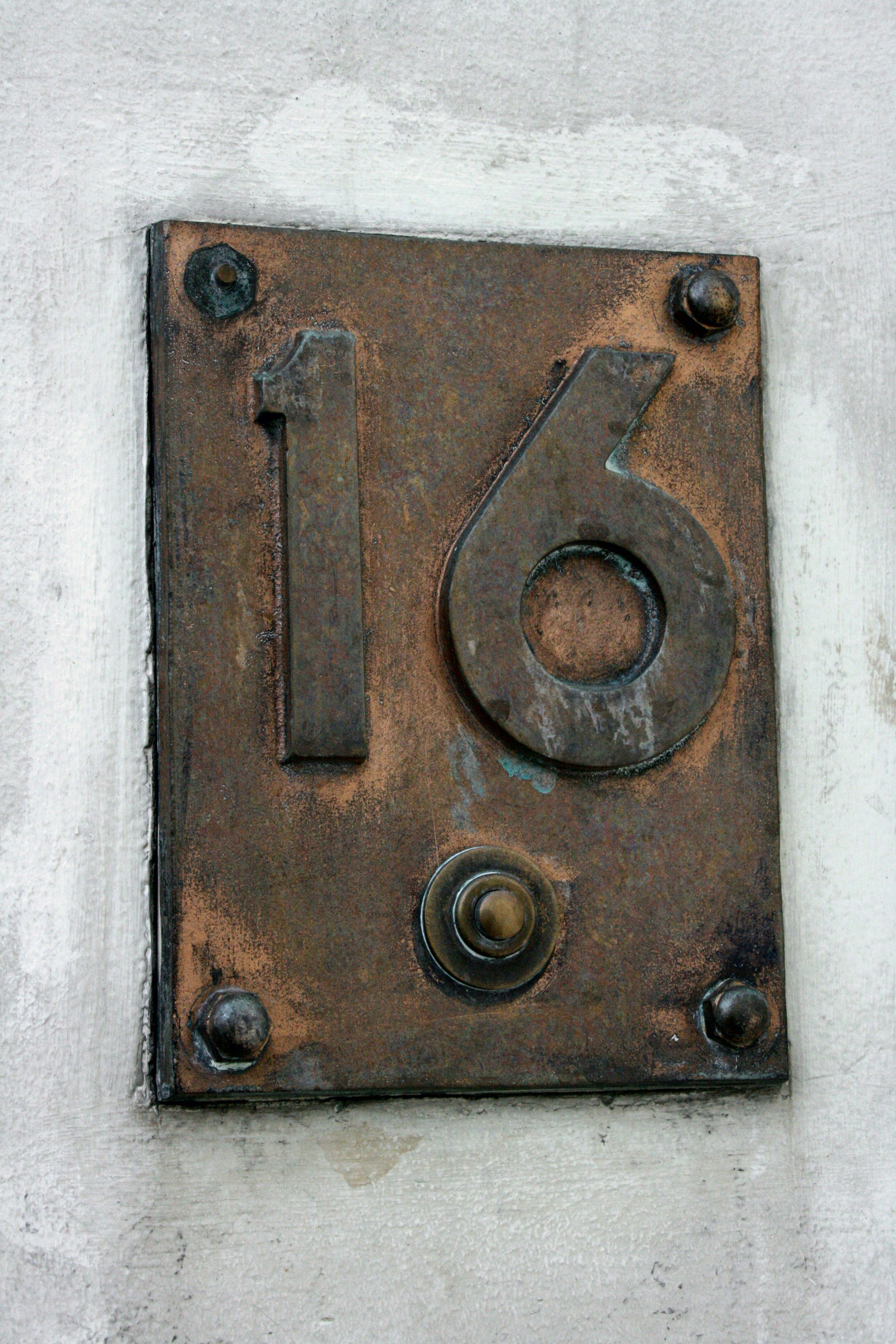
Wetstraat 16.

De regeringsformaties in België van 2019-2020 begonnen op maandag 27 mei 2019, daags na de regionale, federale en Europese verkiezingen op zondag 26 mei 2019. Het is de tweede maal dat er regeringsonderhandelingen plaatsvinden tijdens het koningschap van Filip van België.
Hierbij zullen in België zes regeringen worden gevormd, met name de opvolger van de federale regering-Michel II, die sinds 21 december 2018 een regering in lopende zaken is, alsook de opvolgers van de Vlaamse regering-Bourgeois, de Waalse regering-Borsus, de Franse Gemeenschapsregering Demotte III, de Brusselse Hoofdstedelijke Regering Vervoort II en de Regering van de Duitstalige Gemeenschap regering-Paasch I.
De Franstalige partij cdH, die een verkiezingsnederlaag leed, gaf op 5 juni 2019 aan om vanwege dit resultaat in geen enkele regering te willen stappen. Later kwamen zij op federaal vlak op dit standpunt terug.
Bij deze federale regeringsvorming belastte de koning voor het eerst in de geschiedenis van België een vrouw met een koninklijke opdracht, toen met name Senaatsvoorzitster Sabine Laruelle op 19 februari 2020 tot koninklijk opdrachthoudster werd benoemd.

## Overzicht
| Regering                            | Regering                                | Aftredende coalitie | Aftredende coalitie                                           | Aantredende coalitie | Aantredende coalitie                                                          | Eedaflegging (aantal dagen na verkiezingen) |
| ----------------------------------- | --------------------------------------- | ------------------- | ------------------------------------------------------------- | -------------------- | ----------------------------------------------------------------------------- | ------------------------------------------- |
| Vlag van België                     | Federale regering                       | Michel II Wilmès I  | CD&V + Open Vld (Vlaams); MR (Franstalig)                     | Wilmès II            | CD&V + Open Vld (Vlaams); MR (Franstalig)                                     | 17 maart 2020 (296 dagen)                   |
| Vlag van België                     | Federale regering                       | Michel II Wilmès I  | CD&V + Open Vld (Vlaams); MR (Franstalig)                     | De Croo              | CD&V + Open Vld + sp.a + Groen (Vlaams); PS + Ecolo + MR (Franstalig)         | 1 oktober 2020 (494 dagen)                  |
| Vlag Vlaanderen                     | Vlaamse Regering                        | Bourgeois Homans    | N-VA + CD&V + Open Vld                                        | Jambon               | N-VA + CD&V + Open Vld                                                        | 2 oktober 2019 (129 dagen)                  |
| Vlag Franse Gemeenschap             | Franse Gemeenschapsregering             | Demotte III         | PS + cdH                                                      | Jeholet              | PS + Ecolo + MR                                                               | 17 september 2019 (114 dagen)               |
| Vlag Franse Gemeenschap             | Waalse Regering                         | Borsus              | MR + cdH                                                      | Di Rupo III          | PS + Ecolo + MR                                                               | 13 september 2019 (110 dagen)               |
| Vlag Brussels Hoofdstedelijk Gewest | Brusselse Hoofdstedelijke regering      | Vervoort II         | PS + DéFI + cdH (Franstalig); Open Vld + sp.a + CD&V (Vlaams) | Vervoort III         | PS + Ecolo + DéFI (Franstalig); Groen + Open Vld + one.brussels-sp.a (Vlaams) | 17 juli 2019 (52 dagen)                     |
| Vlag Duitstalige Gemeenschap        | Regering van de Duitstalige Gemeenschap | Paasch I            | ProDG + PFF + SP                                              | Paasch II            | ProDG + PFF + SP                                                              | 17 juni 2019 (22 dagen)                     |

Voetnoten:
1. ↑  Aantal dagen tussen de verkiezingen van 26 mei 2019 en de datum van de eedaflegging van de ministers.
2. ↑  De regering-Wilmès II was een tijdelijke minderheidsregering die de gevolgen van de coronacrisis moest bestrijden. Van 13 mei tot 30 september 2020 vonden opnieuw onderhandelingen plaats om een volwaardige meerderheidsregering te vormen.

## Federale regering

### Mogelijke coalities
Volgorde volgens aantal Kamerzetels, van groot naar klein:
| Coalitie                         | Coalitiepartijen               | Coalitiepartijen       | Totaal aantal Kamerzetels | Aantal Nederlandstalige Kamerzetels | Aantal Franstalige Kamerzetels | Valkuilen |
| Coalitie                         | Nederlandstaligen              | Franstaligen           | Totaal aantal Kamerzetels | Aantal Nederlandstalige Kamerzetels | Aantal Franstalige Kamerzetels | Valkuilen |
| -------------------------------- | ------------------------------ | ---------------------- | ------------------------- | ----------------------------------- | ------------------------------ | --- |
| Tripartite + N-VA / Arizona + PS | N-VA + CD&V + Open Vld + sp.a  | PS + MR + cdH          | 96 / 150                  | 57 / 89                             | 39 / 61                        | Het water tussen de grootste Nederlandstalige partij en de grootste Franstalige partij is diep. Er zijn partijen overbodig in deze constellatie. PS wil in een regering met N-VA met slechts één liberale partij (Open Vld of MR) regeren. |
| Vivaldi                          | CD&V + Open Vld + sp.a + Groen | PS + MR + Ecolo        | 87 / 150                  | 42 / 89                             | 45 / 61                        | Brede coalitie met Nederlandstalige minderheid. Er is een partij (sp.a of Groen) overbodig in deze constellatie. |
| Zweeds + PS                      | N-VA + CD&V + Open Vld         | PS + MR                | 81 / 150                  | 48 / 89                             | 33 / 61                        | PS heeft altijd gezegd de Zweedse coalitie niet te willen depanneren en wil in een regering met N-VA met slechts één liberale partij (MR of Open Vld) regeren. |
| Rooms-rood-geel + Open Vld       | N-VA + CD&V + Open Vld + sp.a  | PS + cdH               | 81 / 150                  | 57 / 89                             | 24 / 61                        | Het water tussen de grootste Nederlandstalige partij en de grootste Franstalige partij is diep. Ruime Vlaamse meerderheid, Franstalige minderheid. De liberale familie wordt gesplitst. |
| Paars-groen + cdH                | Open Vld + sp.a + Groen        | PS + MR + Ecolo + cdH  | 80 / 150                  | 30 / 89                             | 50 / 61                        | Paars-groen aangevuld met cdH. Ruime Franstalige meerderheid, Vlaamse minderheid. |
| Olijfboom + MR                   | CD&V + sp.a + Groen            | PS + MR + Ecolo + cdH  | 80 / 150                  | 30 / 89                             | 50 / 61                        | Ruime Franstalige meerderheid, Vlaamse minderheid. De liberale familie wordt gesplitst. De vereiste Vlaamse meerderheid voor CD&V is niet het geval. |
| Paars-geel                       | N-VA + Open Vld + sp.a         | PS + MR                | 78 / 150                  | 45 / 89                             | 33 / 61                        | Het water tussen de grootste Vlaamse partij en de grootste Franstalige partij is diep om een regering te vormen. PS wil in een regering met N-VA met slechts één liberale partij (MR of Open Vld) regeren. |
| Rode Duivels                     | N-VA + CD&V + sp.a             | PS + MR                | 78 / 150                  | 45 / 89                             | 33 / 61                        | De liberale familie wordt gesplitst. |
| Paars-groen + DéFI               | Open Vld + sp.a + Groen        | PS + MR + Ecolo + DéFI | 77 / 150                  | 30 / 89                             | 47 / 61                        | Depannering van paars-groen door DéFI. Ruime Franstalige meerderheid, Vlaamse minderheid. |
| Arizona                          | N-VA + CD&V + Open Vld + sp.a  | MR + cdH               | 76 / 150                  | 57 / 89                             | 19 / 61                        | De zittende minderheidsregering aangevuld met sp.a, cdH, en N-VA. Franstalige minderheid. De socialistische familie wordt gesplitst. Het cdH, dat aanvankelijk aangaf geen regeringsverantwoordelijkheid op te nemen, zit wel in de regering. Deze optie heeft maar één zetel op overschot, waardoor één parlementslid de meerderheid kan gijzelen. |
| Klassieke tripartite             | CD&V + Open Vld + sp.a         | PS + MR + cdH          | 71 / 150                  | 33 / 89                             | 39 / 61                        | Deze formule werd voorgesteld door de initiatiefnemers Magnette en Rousseau in de nasleep van de coronacrisis. Deze formule beschikt echter over geen federale en Vlaamse meerderheid. |

Andere coalities zijn mathematisch ook mogelijk, maar in de praktijk onwaarschijnlijk. Zo had cdH in het begin van de formatie te kennen gegeven in de oppositie te willen blijven en is een regering met de extreemrechtse en -linkse partijen (resp. Vlaams Belang en PVDA/PTB) onmogelijk vanwege de veto's van andere partijen.

### Voorbereidingen

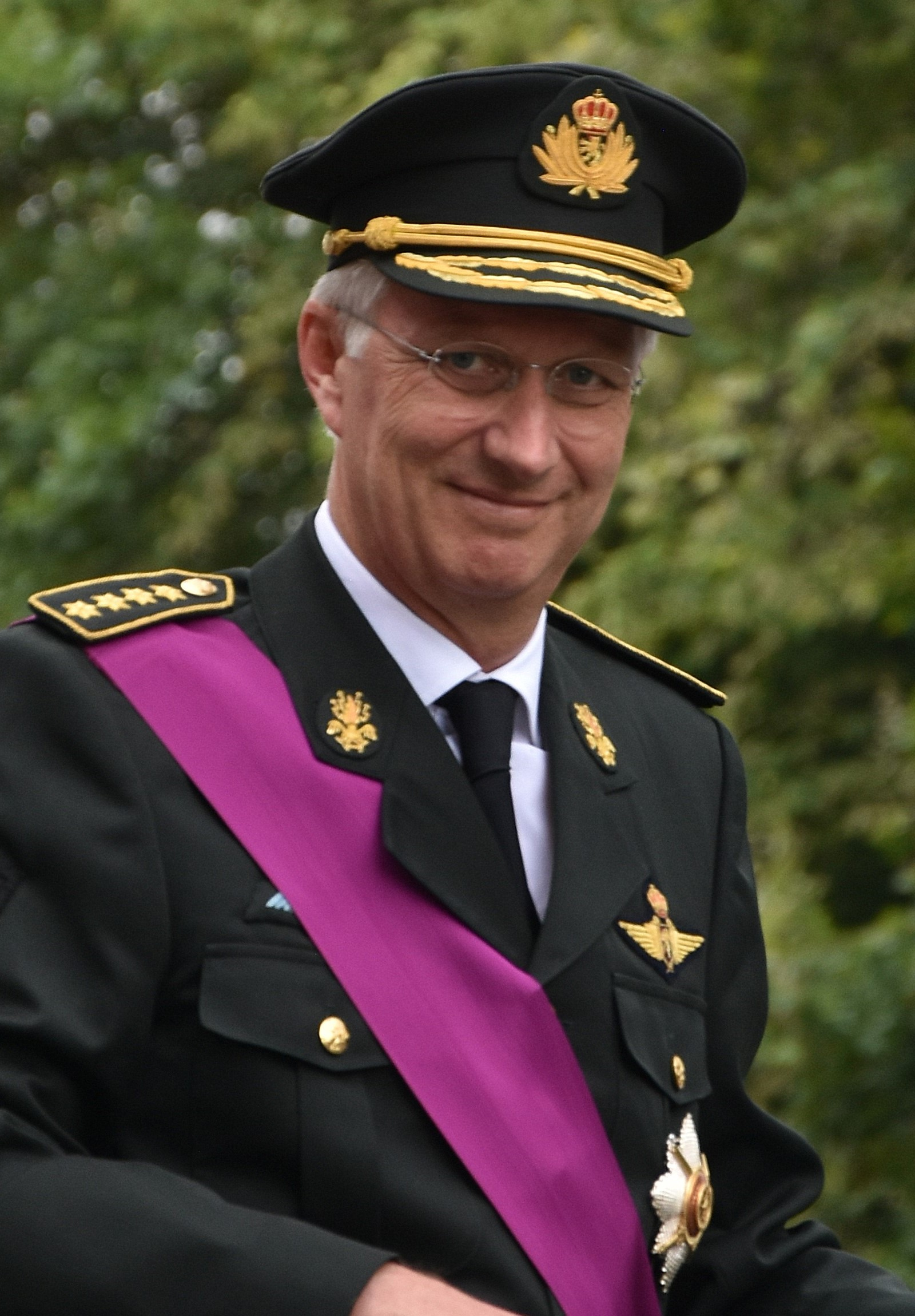
Koning Filip ontving na de verkiezingen alle partijvoorzitters op het Koninklijk Paleis van Brussel.

De uittredende federale regering is de regering-Michel II. Koning Filip aanvaardde het ontslag van de federale regering-Michel II op 21 december 2018, reeds enkele maanden voor de verkiezingsdatum. De reden daarvoor was de vroegtijdige val van de regering-Michel I over het VN-Migratiepact.
Men zal een nieuwe federale regering samenstellen die kan buigen op minstens 76 van de 150 zetels binnen de 55ste legislatuur van de Kamer van volksvertegenwoordigers.
De partijen die de voorbije legislatuur hadden bestuurd, werden afgestraft en verloren samen 22 zetels. N-VA verloor acht zetels, CD&V en MR verloren elk zes zetels en Open Vld verloor er twee. Hierdoor werd een heruitgave van de zogenaamde Zweedse coalitie onmogelijk, zelfs al zou deze worden aangevuld door cdH, de Franstalige tegenhanger van CD&V, die in 2014 niet in de federale regering was gestapt. Ook cdH en de socialistische oppositiepartijen PS en sp.a behoorden tot de verliezers: cdH en sp.a verloren elk vier zetels en PS verloor er drie. De grote winnaars waren de radicaal-linkse PVDA-PTB, die tien zetels wonnen, en het radicaal-rechtse Vlaams Belang, die een winst van vijftien zetels konden optekenen. Ook de groene partijen behaalden een overwinning: Ecolo won vijf zetels, terwijl Groen een bescheiden winst van twee zetels boekte.
Volgens analisten waren er twee mogelijke coalities: een zogeheten paars-gele regering met de Vlaams-nationalistische N-VA, socialisten en liberalen en een paars-groene regering met socialisten, liberalen en groenen, beiden eventueel aangevuld met CD&V. Beide opties lagen echter zeer moeilijk: paars-geel had een meerderheid in beide taalgroepen, maar was niet evident door de grote politieke verschillen tussen socialisten en Vlaams-nationalisten. Bovendien gaf de PS meermaals aan dat haar voorkeur naar een paars-groene regering ging en wilde N-VA enkel in een regering met PS stappen als er verregaande communautaire hervormingen zouden komen, waar de Franstalige partijen niet voor gewonnen waren. Paars-groen was dan weer om andere redenen niet evident: deze coalitie had met 76 van de 150 zetels een krappe meerderheid van een zetel in de Kamer van volksvertegenwoordigers, hetgeen de werking van dergelijke regering niet comfortabel maakt, en bovendien geen meerderheid in de Nederlandstalige taalgroep. Zowel Open Vld als CD&V waren aanvankelijk geen voorstander van dat laatste, omdat de twee grootste Vlaamse partijen N-VA en Vlaams Belang (beiden Vlaams-nationalistisch) dan in de oppositie belandden, en drongen erop aan dat PS en N-VA samen een regering moesten vormen.
Daags na de stembusgang, op 27 mei, ontving koning Filip achtereenvolgens eerste minister Charles Michel (MR), Senaatsvoorzitter Jacques Brotchi (MR), Kamervoorzitter Siegfried Bracke (N-VA), Bart De Wever (N-VA) en Elio Di Rupo (PS) in audiëntie. Op 28 mei volgden Zakia Khattabi en Jean-Marc Nollet (Ecolo), Meyrem Almaci (Groen), Wouter Beke (CD&V), Olivier Maingain (DéFI), Gwendolyn Rutten (Open Vld) en John Crombez (sp.a). Op 29 mei kwamen Maxime Prévot (cdH), Charles Michel (dit keer als voorzitter van MR), Tom Van Grieken (Vlaams Belang) en Peter Mertens (PVDA/PTB) langs.
Het was voor het eerst sinds het ontstaan van het Vlaams Blok in 1978, de voorloper van Vlaams Belang, dat de koning der Belgen een vertegenwoordiger van deze partij ontving bij regeringsonderhandelingen. In 1978 werd Karel Dillen wel uitgenodigd door koning Boudewijn, maar deze ging niet op de uitnodiging in. Sindsdien werd deze partij nooit meer uitgenodigd op het paleis. Het was echter niet de eerste keer dat de koning een vertegenwoordiger van een uiterst rechtse partij ontving: in 1936 ontving koning Leopold III Léon Degrelle na de verkiezingsoverwinning van diens partij Rex.

### Verloop van de formatie

#### Informateurs Didier Reynders en Johan Vande Lanotte (30 mei - 7 oktober 2019)

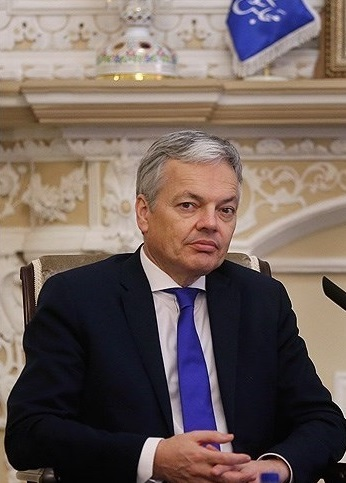
Didier Reynders (MR).

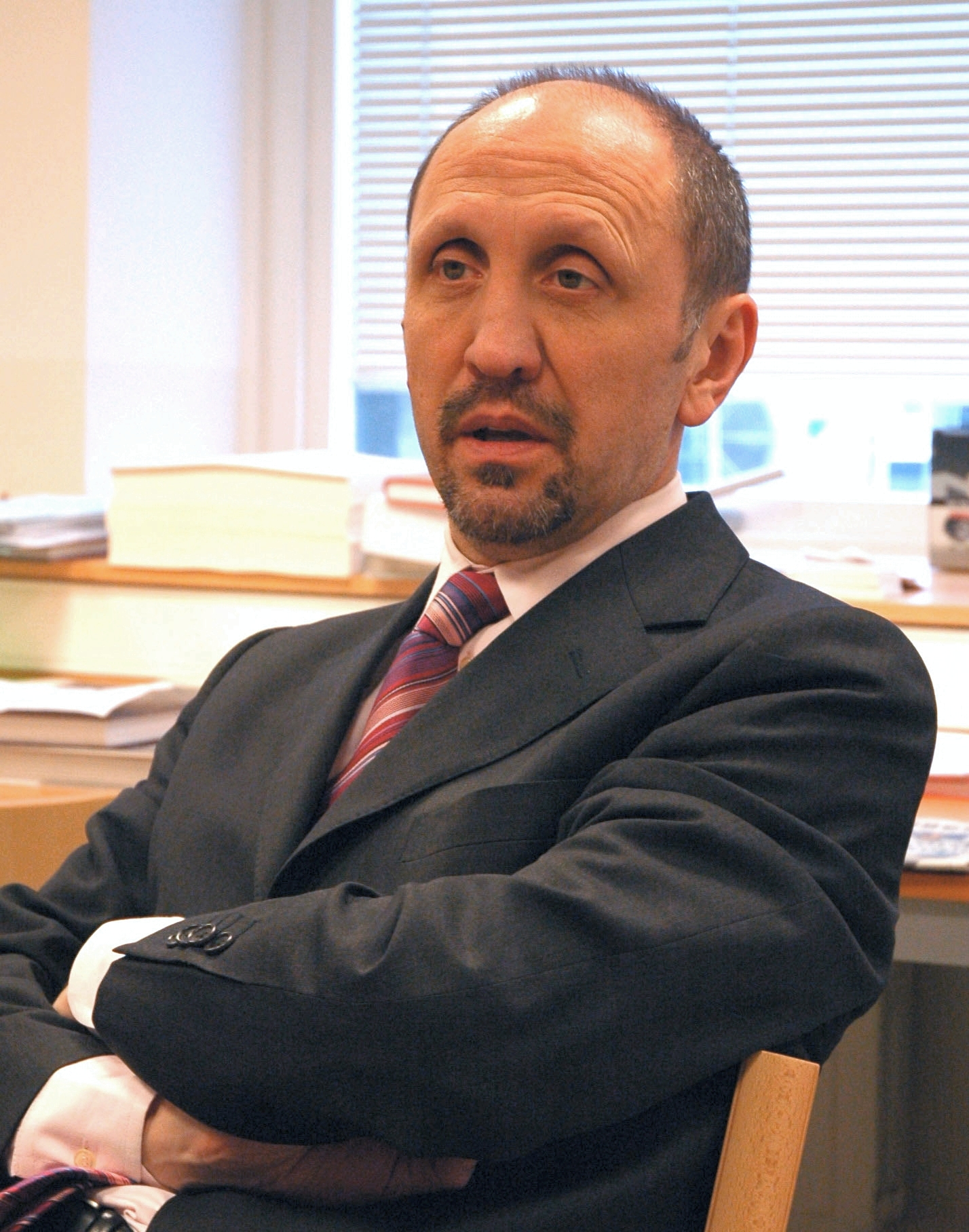
Johan Vande Lanotte (sp.a).

Nadat alle partijvoorzitters in audiëntie werden ontvangen, ontving koning Filip op donderdag 30 mei, Hemelvaartsdag, ontslagnemend vicepremier en minister van Buitenlandse en Europese Zaken en Defensie Didier Reynders (MR) en voormalig minister en minister van Staat Johan Vande Lanotte (sp.a) samen in audiëntie. Zij werden door de koning benoemd tot informateur om de uitdagingen waar België voor staat te identificeren en de mogelijkheden en de noodzakelijke voorwaarden na te gaan tot de vorming van een federale regering. Reynders en Vande Lanotte moesten op 6 juni 2019 voor het eerst verslag uitbrengen aan de koning en kondigden in tussentijd een mediastilte af. Voor Reynders was het de derde keer dat hij werd benoemd tot informateur; dit gebeurde ook al eens bij de federale regeringsformatie van 2007 en die van 2010-2011. Voor Johan Vande Lanotte was het de eerste keer dat hij tot informateur werd benoemd. Hij werd wel al eens benoemd tot bemiddelaar bij de federale regeringsformatie van 2010-2011. Opvallend was dat de koning hier koos voor twee ervaren politici die op het einde van hun nationale politieke carrière zaten en dat ze niet tot de winnende partijen behoorden. Ook opmerkelijk was dat een links (Vande Lanotte) en rechts (Reynders) politicus werd gekozen uit een taalgebied waar de andere politieke richting de overhand kreeg bij de verkiezingen.
Op 6 juni 2019 verlengde koning Filip het mandaat van Vande Lanotte en Reynders op hun verzoek tot 17 juni 2019. Beide informateurs gaven na hun audiëntie bij de koning een persconferentie in het Egmontpaleis. Hier maakten ze bekend dat ze in de voorbije week hadden gesproken met vertegenwoordigers van alle politieke partijen met verkozenen in de Kamer van volksvertegenwoordigers, behalve van de radicale partijen Vlaams Belang en PVDA/PTB. Daarenboven waren er gesprekken met vertegenwoordigers van de vakbonden, de werkgeversorganisaties, de Nationale Bank van België, het Netwerk tegen Armoede, alsook van verschillende Federale Overheidsdiensten. Er was tevens een ontmoeting met klimaatexpert Jean-Pascal van Ypersele. In de komende dagen zouden de informateurs ook spreken met onder andere het Planbureau en armoede-organisaties.
Op 17 juni 2019 werd het mandaat van de informateurs voor een tweede maal verlengd, ditmaal tot maandag 1 juli. Op 1 juli 2019 ontving de koning opnieuw de informateurs. Hij gaf Reynders en Vande Lanotte de opdracht een preformatienota op te stellen. Deze nota moet als basis dienen voor de preformatiegesprekken. De informateurs brachten tussentijds verslag uit aan de koning op 12 juli 2019 en op 29 juli moest de preformatienota af zijn.
Op zondag 28 juli 2019 vond een rondetafelgesprek plaats tussen de informateurs en de voorzitters van de socialisten, liberalen, CD&V, N-VA en Groen in het Egmontpaleis in Brussel. Ook de partijvoorzitters van Ecolo waren uitgenodigd, maar zij besloten afwezig te blijven omdat ze het onmogelijk achtten om met N-VA een regering te vormen. Hierdoor werd de partij niet meer bij verdere gesprekken betrokken. Op deze vergadering legden de informateurs hun nota voor aan de voorzitters. 's Anderendaags brachten de informateurs weerom verslag uit aan koning Filip. Hij verlengde de opdracht van beide informateurs tot 9 september, met een tussentijds verslag op 17 augustus. Op 28 augustus vond er een tweede gesprek plaats in het Egmontpaleis met de informateurs en vertegenwoordigers van dezelfde zeven partijen die bij het eerste gesprek aanwezig waren.
Op 9 september volgde een verdere verlenging van hun opdracht tot begin oktober. Na deze verlenging werd bekendgemaakt dat Groen niet meer bij de verdere gesprekken zou worden betrokken. Op 7 oktober liep het mandaat van Vande Lanotte en Reynders af. Ondertussen werden Jean-Marc Nollet en Rajae Maouane op 15 september verkozen tot co-voorzitters van Ecolo, waarbij Maouane Zakia Khattabi opvolgde.

#### Preformateurs Geert Bourgeois en Rudy Demotte (8 oktober - 5 november 2019)

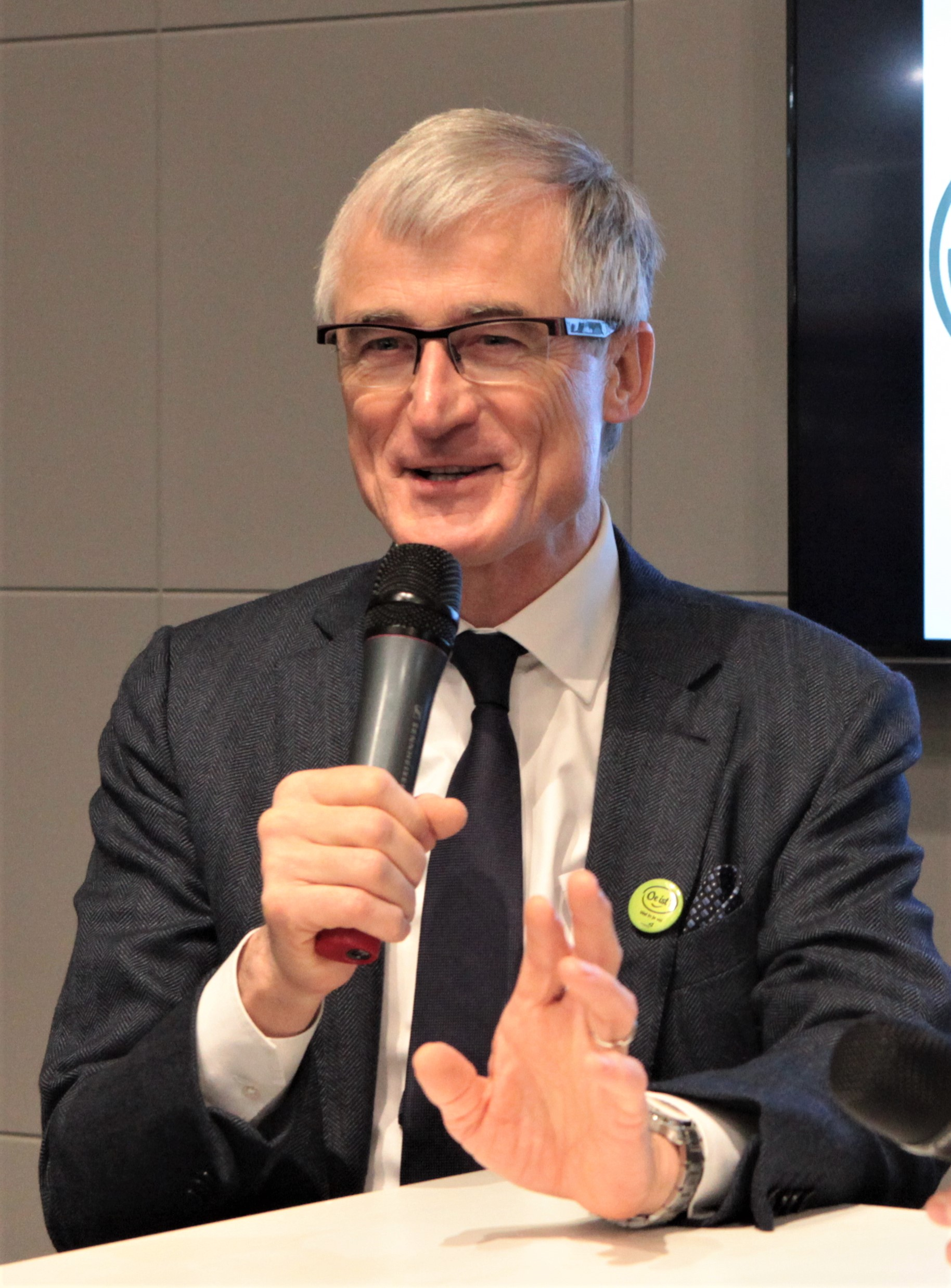
Geert Bourgeois (N-VA).

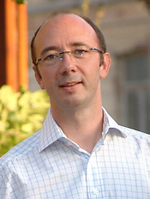
Rudy Demotte (PS).

Op 8 oktober 2019 duidde de koning twee preformateurs aan, een voor elk van de grootste partijen aan beide kanten van de taalgrens: Geert Bourgeois (N-VA) en Rudy Demotte (PS). Beiden zijn voormalig minister-president. Zij kregen de opdracht om een basis te vinden voor een coalitie met de zes partijen die nog overbleven na de informateursronde. Behalve N-VA en PS waren dat sp.a, CD&V, Open Vld en MR. Twee weken later, op 22 oktober, raakte bekend dat de preformateurs Groen en Ecolo opnieuw uitnodigden voor gesprekken over de federale regering.
Tijdens de preformateursronde nam Charles Michel ontslag als premier, om zich voor te bereiden op zijn functie als voorzitter van de Europese Raad. Hij werd opgevolgd door Sophie Wilmès, die de eerste vrouwelijke eerste minister van België werd. Op 19 oktober 2019 werd Paul Magnette dan weer tot PS-voorzitter verkozen, als opvolger van Elio Di Rupo.
Op 4 november brachten Bourgeois en Demotte verslag uit aan koning Filip. De koning hield zijn beslissing over de preformateurs, die er niet in geslaagd waren om PS en N-VA dichter bij elkaar te brengen, in beraad en begon een nieuwe consultatieronde. Dezelfde dag nog kwamen partijvoorzitters Paul Magnette (PS) en Bart De Wever (N-VA) op audiëntie, op 5 november gevolgd door premier Sophie Wilmès (MR), vicepremier Koen Geens (CD&V) en partijvoorzitters John Crombez (sp.a), Gwendolyn Rutten (Open Vld), Meyrem Almaci (Groen) en Jean-Marc Nollet en Rajae Maouane (Ecolo). Na zijn bezoek van koning uitte PS-voorzitter Paul Magnette scherpe kritiek op de Vlaams-nationalistische N-VA: de partij zou hoge communautaire eisen op tafel leggen en niet willen luisteren naar de sociale verzuchtingen van de socialistische partijen. Ook benadrukte hij dat er andere opties mogelijk waren dan een paars-gele regering.
Demotte haalde op 17 december - tijdens de informatieronde van Joachim Coens en Georges-Louis Bouchez (zie onder) - de paars-gele combinatie volledig neer op basis van het eindrapport van hem en Bourgeois. Dat rapport, dat die dag ook bij de pers belandde, had als conclusie: "De inhoudelijke verschillen tussen de PS en de N-VA zijn zodanig dat het niet mogelijk is om een volgende fase te starten die rond deze twee partijen is gebouwd."

#### Informateur Paul Magnette (5 november - 10 december 2019)

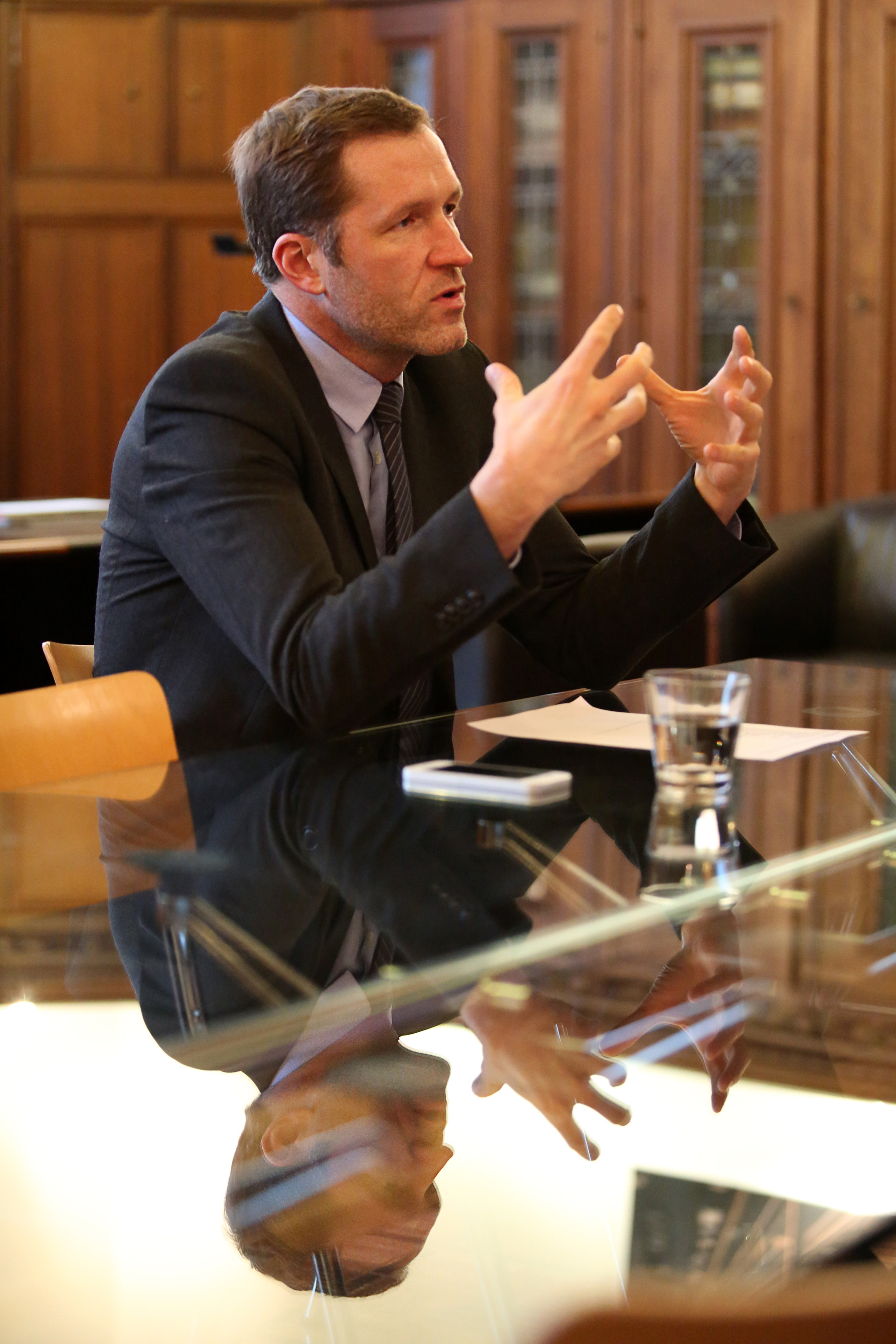
Paul Magnette (PS).

Na de gesprekken met partijvoorzitters op 4 en 5 november 2019 en zijn uitlatingen in de pers werd PS-voorzitter Paul Magnette op 5 november 2019 door koning Filip aangeduid tot informateur. Op 18 november 2019 moest hij opnieuw verslag uitbrengen op het paleis. Tijdens de opdracht van Paul Magnette werden vier nieuwe partijvoorzitters verkozen: Conner Rousseau werd op 8 november 2019 verkozen tot voorzitter van sp.a en volgde daarmee John Crombez op, op 29 november loste Georges-Louis Bouchez Charles Michel af als voorzitter van de MR, op 1 december volgde François De Smet Olivier Maingain op als voorzitter van DéFI en op 6 december werd Joachim Coens als opvolger van Wouter Beke verkozen tot voorzitter van CD&V.
Nog op de dag van zijn aanstelling ontving Magnette de voormalige informateurs Johan Vande Lanotte en Didier Reynders, gevolgd door alle partijen die betrokken werden bij de onderhandelingen. Naast de acht partijen die al aan de onderhandelingstafel zaten (N-VA, PS, sp.a, MR, Open Vld, CD&V, Groen en Ecolo) nodigde hij ook de partijen cdH en DéFI uit voor gesprekken. CdH had kort na de verkiezingen nog aangekondigd voor de oppositie te kiezen, maar partijvoorzitter Maxime Prévot liet inmiddels weten dat zijn partij wilde helpen om akkoorden te sluiten als dat nodig was. Ook ging hij kijken rond welke punten de partijen het eens zijn. Op 11 november gaf Magnette een stand van zaken. Hij verklaarde dat er bij alle partijen over vijf thema's een basis bestond om op verder te werken: klimaat, de strijd tegen armoede, het optrekken van de werkzaamheidsgraad, justitie en veiligheid en migratie. Daarnaast kondigde hij aan een inhoudelijke nota op te stellen waarin hij met cijfermateriaal een objectief beeld over de toestand van het land trachtte te geven en waarin hij de doelstellingen voor de volgende regering formuleerde, evenals de manieren waarop die te bereiken. Ook sprak hij met Europees Commissaris Pierre Moscovici, bevoegd voor Economische en Financiële Zaken, en diens opvolger Paolo Gentiloni over de slechte budgettaire toestand van België.
Op 18 november 2019 trok Magnette naar de koning met een nota met maatregelen rond zes prioriteiten voor de volgende federale regering: de verbetering van de werkzaamheidsgraad, de sociale cohesie en de strijd tegen armoede, de klimaattransitie, justitie en veiligheid, migratie en de modernisering van de staat om de federale staat beter te laten werken. De koning verlengde zijn opdracht tot 25 november. Magnette ging verder praten met de tien partijen en het maatschappelijk middenveld consulteren, meer bepaald de vakbonden en werkgeversorganisaties, armoedeorganisaties en organisaties die zich inzetten voor de klimaattransitie.
Op 25 november 2019 ging de informateur opnieuw verslag uitbrengen bij koning Filip. Zijn opdracht werd opnieuw verlengd, ditmaal tot 9 december. Op 1 december bleek dat Magnette een dag eerder een geheime vergadering had georganiseerd waarbij PS, sp.a, MR, Open Vld, Ecolo en Groen aanwezig waren, met de bedoeling om een paars-groene regering af te tasten. Dit leverde negatieve reacties van N-VA en CD&V op, die Magnette verweten dat hij zichzelf tot formateur had bevorderd. Op 4 december hield hij een nieuwe vergadering met dezelfde zes partijen om te praten over het budgettaire luik van zijn nota's. De dag nadien nodigde hij ook de christendemocratische partijen CD&V en cdH uit en op 7 december sprak hij ook nog met een N-VA-delegatie.
De poging van Paul Magnette om formatiegesprekken op te starten met de socialistische, liberale en groene partijen mislukte. Binnen Open Vld heerste te veel interne verdeeldheid over dergelijke coalitie en op 7 december stelde kersvers MR-voorzitter Georges-Louis Bouchez dat een regering met de zes paars-groene partijen een veel te krappe meerderheid had om stabiel te kunnen werken.
Op 9 december ging Magnette op het Koninklijk Paleis van Brussel zijn eindverslag voorstellen en vroeg hij om van zijn opdracht ontheven te worden. De koning hield zijn beslissing in beraad en ging opnieuw overleg plegen met de politieke partijen. Dezelfde dag nog ontving hij de liberale partijvoorzitters Gwendolyn Rutten (Open Vld) en Georges-Louis Bouchez (MR). In de voormiddag van 10 december kwamen ook voorzitters Joachim Coens (CD&V), Bart De Wever (N-VA) en Meyrem Almaci (Groen) op audiëntie, in de namiddag gevolgd door Jean-Marc Nollet en Rajae Maouane (Ecolo), Maxime Prévot (cdH), François De Smet (DéFI) en Conner Rousseau (sp.a).

#### Informateurs Joachim Coens en Georges-Louis Bouchez (10 december 2019 - 31 januari 2020)

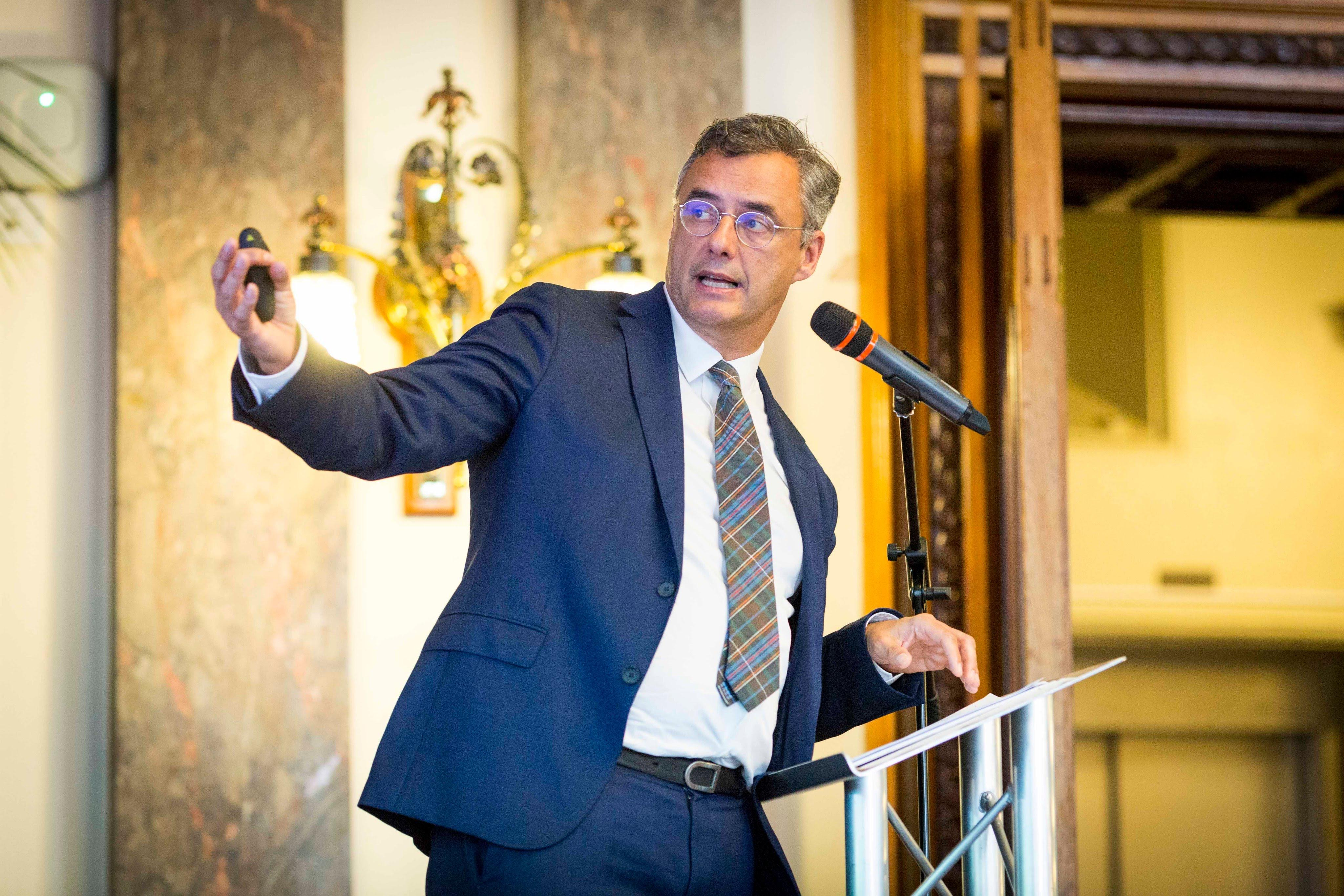
Joachim Coens (CD&V).

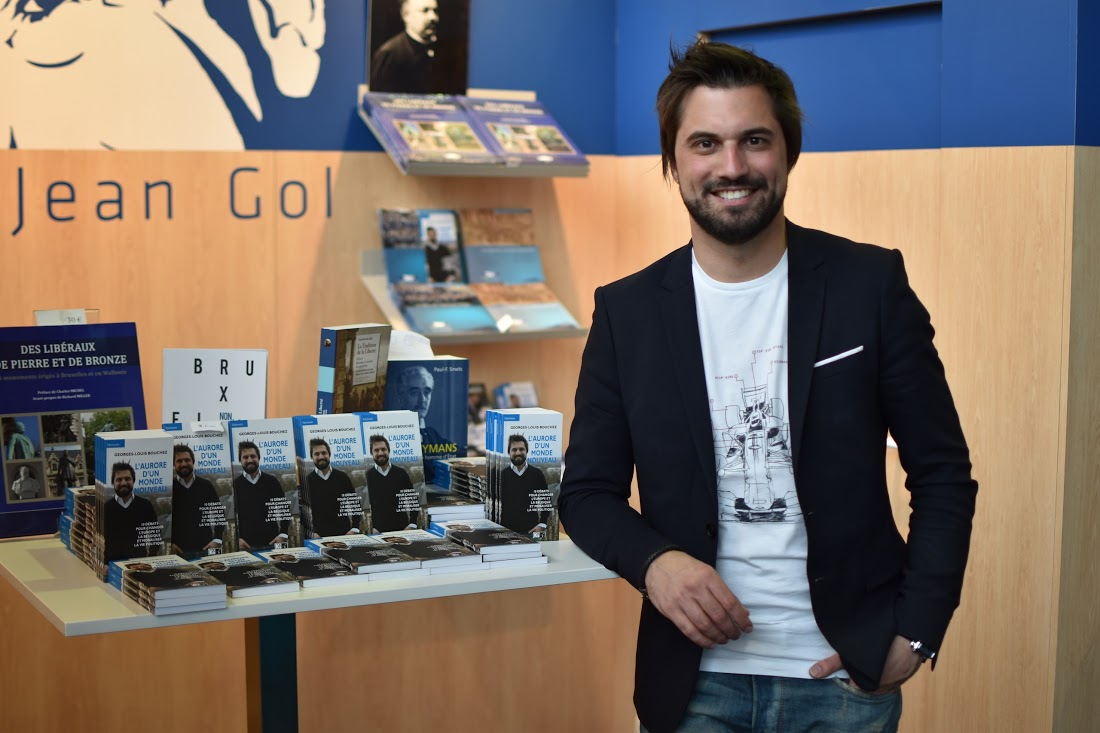
Georges-Louis Bouchez (MR).

Na de consultatieronde met de partijvoorzitters benoemde koning Filip in de avond van 10 december 2019 Joachim Coens (CD&V) en Georges-Louis Bouchez (MR) als informateurs. Beide waren op dat moment nog maar slechts enkele dagen voorzitter van hun partij en kregen als opdracht om alle pistes verder te onderzoeken. Op 20 december moest het duo verslag uitbrengen. In een persconferentie kondigden de informateurs aan dat ze zich voor hun werk baseerden op de verslagen van hun voorgangers Johan Vande Lanotte, Didier Reynders, Geert Bourgeois, Rudy Demotte en Paul Magnette en dat ze de tien partijen die betrokken waren bij de formatie van groot naar klein zouden ontvangen.
Op 20 december brachten de informateurs tussentijds verslag uit bij de koning. Die verlengde hun opdracht tot 13 januari 2020. In een daaropvolgende persconferentie zeiden ze de voorbije tien dagen gesprekken te hebben gevoerd met de verschillende partijen, zowel afzonderlijk als in groepen van twee of meerdere partijen. Hun conclusie luidde dat de twee mogelijke coalitieformules, paars-geel of paars-groen, nog niet levensvatbaar waren en dat ze daarom ook andere coalitiemogelijkheden onderzochten. Op basis van vijf inhoudelijke thema's – het begrotingstekort, het sociaal beleid, werkgelegenheid en de arbeidsmarkt, klimaat en veiligheid, justitie en migratie – wilden de informateurs kijken welke overeenkomsten er waren tussen de tien partijen om op een pragmatische manier tot een meerderheid te komen. Ook kondigden ze aan verder te spreken met de tien partijen en een korte consultatie te houden met het middenveld om de vijf thema's dieper uit te werken. Op donderdag 26 december ontvingen Coens en Bouchez vertegenwoordigers van het Monitoringscomité, de Nationale Arbeidsraad, de Centrale Raad voor het Bedrijfsleven, de Federale Pensioendienst en het Federaal Planbureau. Ook voerden ze gesprekken met onder andere de sociale partners, de Nationale Bank, het RIZIV en de Dienst Vreemdelingenzaken. In de week van 6 januari nodigden de informateurs de tien partijen die in aanmerking kwamen voor een federale regering opnieuw uit om mondeling hun nota toe te lichten.
Op 13 januari 2020 gingen de informateurs een stand van zaken geven bij de koning. Omdat ze onvoldoende vooruitgang hadden geboekt, werd hun opdracht verlengd tot 28 januari, om de verschillende standpunten verder te verduidelijken en om te kijken of er toenadering mogelijk was tussen N-VA en de socialistische partijen PS en sp.a. De dag ervoor had N-VA-voorzitter Bart De Wever in zijn toespraak op de nieuwjaarsreceptie van zijn partij namelijk gezegd dat N-VA gewonnen was voor een verhoging van de laagste pensioenen, wat door waarnemers als een opening naar de socialisten werd beschouwd.
Op 18 januari werd Emir Kir uit de PS gezet, waardoor een paars-groene coalitie vanaf dan een zetel te kort had om een meerderheid te kunnen vormen.
Op 20 januari brachten Coens en Bouchez tussentijds verslag uit aan de koning, nadat ze de dag voordien discreet overleg hadden gehouden met N-VA en PS. In de week die daarop volgde voerden N-VA, PS en ook sp.a onderhandelingen met elkaar, zowel met als zonder de informateurs. Ook stelden de partijen werkgroepen samen die zich bogen over thema's als klimaat, migratie, pensioenen en gezondheidszorg. Op 27 januari verklaarde PS-voorzitter Paul Magnette dat de onderhandelingen volgens hem niets hadden opgeleverd.
De dag nadien gingen de informateurs opnieuw verslag uitbrengen aan de koning. Na een audiëntie van vier uur besliste die onverwacht om de opdracht van Coens en Bouchez met nog een week te verlengen. Ze kregen aanvankelijk tot 4 februari de tijd om een regering te zoeken met een meerderheid in het land, waarbij een meerderheid in beide taalgroepen niet vereist was. Op de avond van 31 januari 2020 werden de informateurs echter vroegtijdig van hun opdracht ontheven. Coens en Bouchez werden toen opnieuw ontvangen op het paleis en dienden hun eindverslag in.

#### Koninklijk opdrachthouder Koen Geens (31 januari - 14 februari 2020)

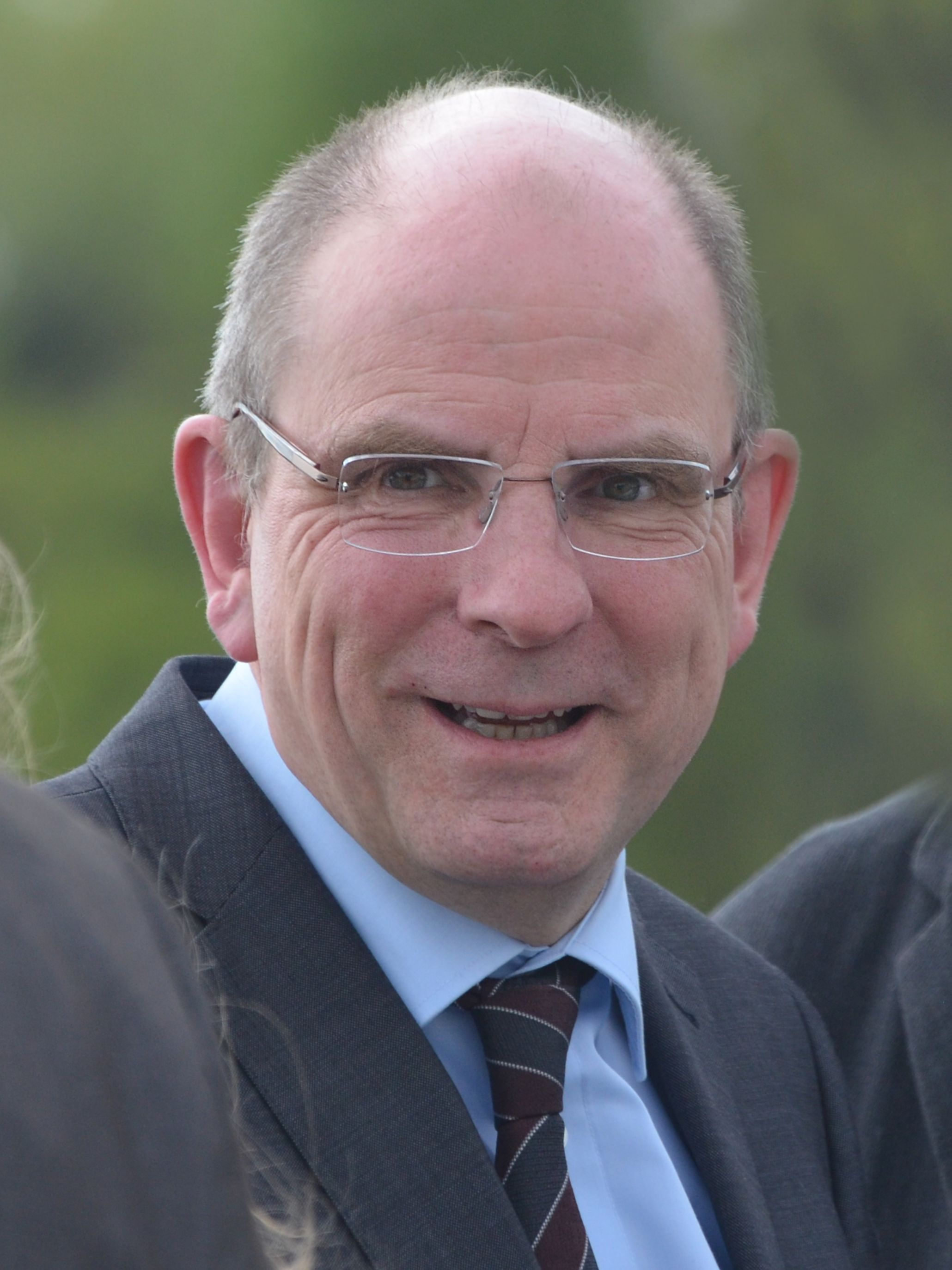
Koen Geens (CD&V).

Nog op dezelfde dag waarop Coens en Bouchez van hun taak werden ontheven, stuurde de koning ontslagnemend CD&V-vicepremier en minister van Justitie Koen Geens het veld in. Geens kreeg geen formele titel toegewezen en werd hierdoor in de pers koninklijk opdrachthouder genoemd. De benoeming van Geens kwam er op initiatief van de koning, was niet doorgesproken met de partijvoorzitters en kwam als een verrassing, omdat algemeen verwacht werd dat N-VA-voorzitter Bart De Wever een opdracht zou krijgen. Geens moest op basis van het verslag van de informateurs een regering proberen te vormen. Zijn opdracht was naar eigen zeggen open en hij plande gesprekken met alle partijen die in aanmerking kwamen  om in een regering te stappen.
De koninklijk opdrachthouder probeerde - deels onder druk van zijn eigen partij - vooral PS en N-VA ertoe te bewegen om samen in een federale regering te stappen. Op 10 februari bracht Geens verslag uit bij de koning, waarna zijn opdracht met een week werd verlengd.
Geens werkte aan een basisnota met verschillende sociaaleconomische elementen om daarmee met alle betrokken partijen te onderhandelen. Bedoeling was om dit proces voort te zetten tot de avond van 16 februari, om dan de dag nadien met een meer gedetailleerde nota naar het paleis te trekken. Nadat Paul Magnette op 14 februari in diverse media nogmaals duidelijk had gemaakt dat een regering met PS en N-VA samen hem onmogelijk leek en had verklaard niet meer te willen onderhandelen met N-VA, besefte Koen Geens dat het geen zin meer had om zijn opdracht voor te zetten en gaf hij dezelfde dag nog zijn opdracht terug aan de koning.
Koning Filip aanvaardde het ontslag van Geens. Daar de formatie volledig geblokkeerd zat, werd meer en meer gesproken over vervroegde federale parlementsverkiezingen.

#### Koninklijk opdrachthouders Sabine Laruelle en Patrick Dewael (19 februari - 16 maart 2020)

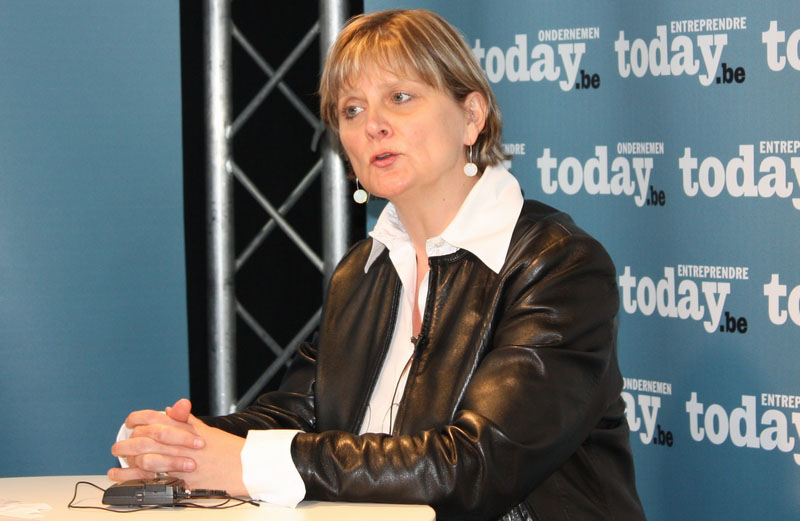
Sabine Laruelle (MR), samen met Patrick Dewael koninklijk opdrachthouder tijdens de federale formatie.

Vanaf maandag 17 februari vatte de koning consultaties aan met de voorzitters van de tien partijen die nog in aanmerking kwamen voor een regering om te kijken hoe het verder moest. Op 17 februari werden Maxime Prévot (cdH), Meyrem Almaci (Groen) en Bart De Wever (N-VA) ontvangen en op 18 februari kwamen Conner Rousseau (sp.a), Georges-Louis Bouchez (MR) en Jean-Marc Nollet en Rajae Maouane (Ecolo) op audiëntie, op 19 februari gevolgd door Paul Magnette (PS), François De Smet (DéFI), Joachim Coens (CD&V) en Gwendolyn Rutten (Open Vld).
Na zijn consultaties met de partijvoorzitters vaardigde de koning op de avond van 19 februari twee liberalen af om de onderhandelingen vlot te trekken: Patrick Dewael (Open Vld) en Sabine Laruelle (MR), respectievelijk voorzitter van de Kamer en de Senaat. Laruelle was de eerste vrouw in de geschiedenis van België die met een koninklijke opdracht werd belast in het kader van een regeringsvorming. Net als Geens kreeg hun rol geen officiële titel en werden ze daarom koninklijk opdrachthouders genoemd. Op 9 maart werden ze opnieuw verwacht bij de koning. Een dag na hun aanstelling stuurden de opdrachthouders een persmededeling uit waarin ze aankondigden in alle discretie te werken en niet te communiceren over hun opdracht, werkzaamheden en eventuele vorderingen, om de rust in de formatie te laten weerkeren.
Volgens indiscreties in de Wetstraat werkten Dewael en Laruelle in eerste plaats op het spoor van een noodregering, die de meest dringende zaken zou moeten aanpakken, met name het begrotingstekort, dat door de economische gevolgen van de uitbraak van de COVID-19-epidemie verder dreigde te ontsporen. Deze noodregering zou dan bestaan uit de partijen van de uittredende regering-Wilmès (MR, CD&V, Open Vld), aangevuld met de socialistische en groene partijen, en dezelfde samenstelling hebben als de zogenaamde Vivaldi-piste. In het weekend van 7 en 8 maart waren de opdrachthouders van plan om de verschillende partijen aan tafel te brengen om te praten over een zogeheten kadernota, met als thema's de begroting, socio-economische hervormingen, ethische thema's en een agenda voor een staatshervorming. Dit ging echter niet door, omdat niet alle partijen die nodig waren in de Vivaldi-piste daar klaar voor waren.
Op 7 maart stuurde CD&V een online enquête uit naar haar leden. Hierin vroeg de partij haar leden onder andere om hun mening te geven over de koers die CD&V tot dan toe in de onderhandelingen had gevoerd, het vasthouden aan een federale regering die een meerderheid aan Vlaamse kant heeft, hetgeen enkel mogelijk is met N-VA in de regering. Op 9 maart werden op het partijbureau van CD&V de resultaten van de enquête bekendgemaakt: 63 procent van de ondervraagden verklaarde een regering met Vlaamse meerderheid noodzakelijk te vinden. De partij bleef dus vasthouden aan een regering met N-VA.
Dezelfde dag brachten opdrachthouders Laruelle en Dewael verslag uit bij de koning. Hun opdracht werd verlengd tot 16 maart, om verder de nodige initiatieven te nemen om zo snel mogelijk een regering te vormen die de dringende problemen prioritair moest aanpakken. Op 12 maart stuurden cdH-voorzitter Maxime Prévot en DéFI-voorzitter François De Smet een persbericht uit waarin ze stelden een paars-groene regering te willen depanneren als CD&V zou blijven vasthouden aan een Vlaamse meerderheid. Een van deze twee partijen zou dan toetreden tot de regering, terwijl de andere zich zou onthouden bij de vertrouwensstemming in het parlement.
Ondertussen werden er steeds strengere maatregelen genomen om het oprukkende coronavirus in te dijken en de volksgezondheid te beschermen. Tegelijkertijd dreigde de epidemie voor een economische ramp te zorgen. Omdat er nog steeds geen volwaardige regering was, was het zeer moeilijk om de gevolgen van het coronavirus aan te pakken. Hierdoor begon de urgentie om ten minste een noodregering te vormen toe te nemen. Op 13 maart lekte uit dat N-VA en PS de avond voordien met elkaar gepraat hadden over de vorming van een noodregering. De toenadering tussen beide partijen werd verklaard door het feit dat Jan Jambon (N-VA) en Elio Di Rupo (PS), respectievelijk Vlaams en Waals minister-president, geregeld samen zaten om mogelijke maatregelen rond het coronavirus te bespreken. Een dag later riepen partijvoorzitters Bart De Wever (N-VA) en Conner Rousseau (sp.a) op om snel een noodregering te vormen. De Wever pleitte ervoor om die regering voor een beperkte periode te laten bestaan en als belangrijkste opdracht de bestrijding van de gevolgen van het coronavirus te geven. De N-VA-voorzitter stelde tevens voor om die noodregering zelf te leiden, maar PS wilde dat Sophie Wilmès premier zou blijven. Ook haar partij MR had daarop aangedrongen. Op de avond van 14 maart kwamen N-VA, PS, sp.a, MR, Open Vld en CD&V onder leiding van koninklijk opdrachthouders Dewael en Laruelle bijeen om te onderhandelen over de inhoud van een noodregering. Op 15 maart, om 2 uur 's nachts, gingen de onderhandelaars zonder akkoord uit elkaar. In de loop van de dag zou verder onderhandeld worden. In de voormiddag bleek echter dat PS en MR een noodregering niet zagen zitten, omdat de vervanging van ministers en de samenstelling van nieuwe kabinetten tot tijdverlies zou leiden.
Op 15 maart werd er in de namiddag opnieuw onderhandeld met MR, CD&V, Open Vld, N-VA, PS en sp.a. Later sloten ook Groen en Ecolo en cdH en DéFI zich aan bij het overleg. 's Avonds konden de opdrachthouders mededelen dat de tien partijen een akkoord had gesloten. De regering-Wilmès I ging aan de Kamer een vertrouwensstemming vragen, waardoor de regering een tijdelijke minderheidsregering zou worden met gedoogsteun vanuit de oppositie. Deze regering, Wilmès II, zou een beperkte looptijd hebben en zich beperken tot de bestrijding van de coronacrisis. Hiervoor kreeg de regering ook volmachten van het parlement, die gesteund worden door de tien partijen.

#### Formateur Sophie Wilmès (16 maart - 17 maart 2020)

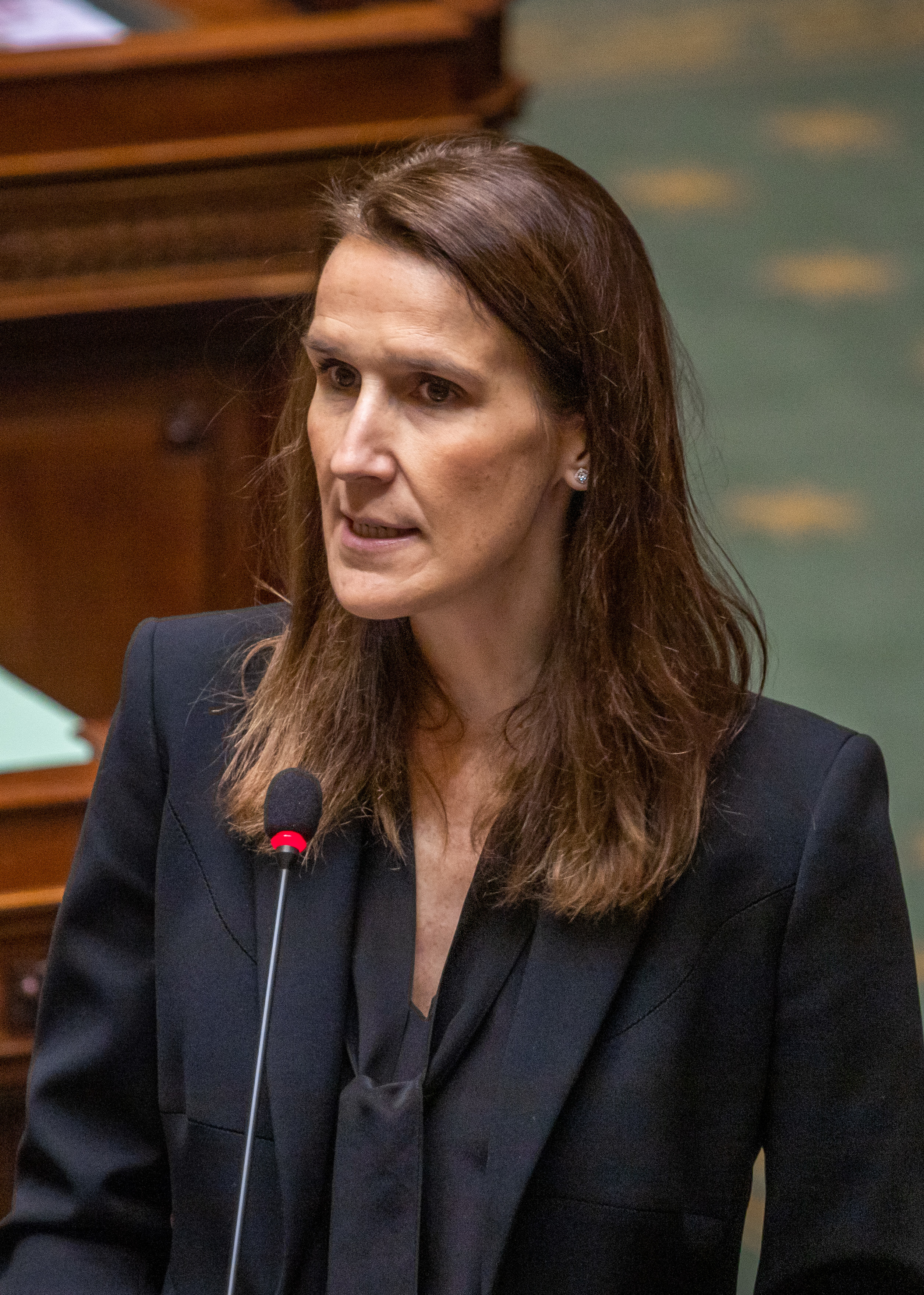
Sophie Wilmès (MR).

Op maandag 16 maart 2020 benoemde koning Filip premier Sophie Wilmès (MR) tot koninklijk formateur. In navolging van het politieke akkoord op zondag 15 maart 2020 kreeg ze de opdracht om een regering op de been brengen met de partijen Open Vld, CD&V en MR. Dezelfde dag nodigde ze de tien partijen uit om afspraken te maken over de volmachten. Later op de avond bleek dat N-VA de regering-Wilmès II geen vertrouwen zou geven in het parlement, maar wel zou instemmen met het verlenen van de bijzondere volmachten aan die regering.
Op dinsdag 17 maart legde Sophie Wilmès opnieuw de eed af als eerste minister en trok ze naar de Kamer om er het vertrouwen te vragen voor haar regering, die uit dezelfde ministers bestond als de regering-Wilmès I. In haar regeerverklaring vroeg ze het parlement om voor zes maanden volmachten te verlenen, uitsluitend om de coronacrisis te bezweren. Op donderdag 19 maart volgde een debat over de regeerverklaring, dezelfde dag vond de vertrouwensstemming plaats. De regering-Wilmès II vroeg het vertrouwen voor zes maanden en enkel voor alle maatregelen die met de coronacrisis te maken hadden. Wat de overige politieke thema's betrof zou de regering het kader van de lopende zaken niet overstijgen. De partijen die de minderheidsregering volmachten verleenden werden middels een zogeheten superkern bij de besluitvorming betrokken. Deze superkern bestond uit de premier, de vicepremiers en de voorzitters van de tien politieke partijen die de volmachten ondersteunen en kwam vanaf 21 maart 2020 elke zaterdag samen, met uitzondering van de laatste superkern op 12 juni 2020, die op een vrijdag plaatsvond. N-VA besloot echter om Kamerfractieleider Peter De Roover af te vaardigen. In tussentijd werd er verder gezocht naar een regering met een parlementaire meerderheid en een volwaardig regeerakkoord. Op 26 maart stemde de Kamer van volksvertegenwoordigers in met de volmachten voor de regering-Wilmès II, een dag later deed de Senaat hetzelfde. Na advies van de Raad van State werd de termijn voor deze volmachten echter verlaagd naar drie maanden, waarna ze eventueel met drie maanden verlengd konden worden.

#### Initiatief van Paul Magnette en Conner Rousseau (13 mei - 15 juni 2020)

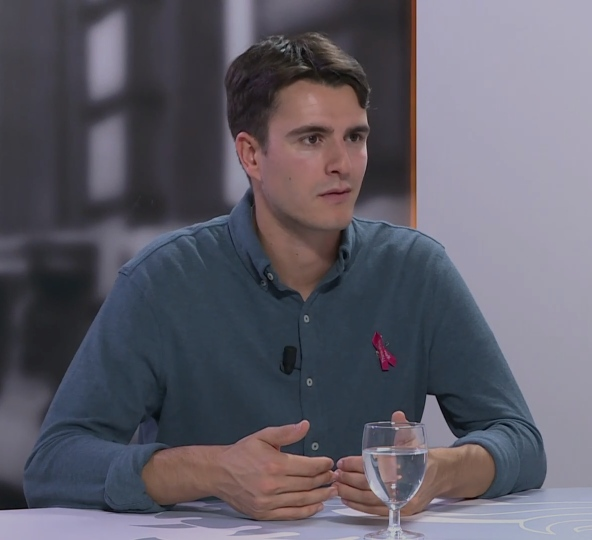
Conner Rousseau (sp.a).

Al enkele weken nadat de volmachten en de superkern van start waren gegaan, werd duidelijk dat deze formule steeds moeilijker werkbaar was. In april 2020 twijfelden steeds meer partijen aan het nut van de volmachten, waardoor er uiteindelijk geen meerderheid meer was om de volmachten in juni met drie maanden te verlengen. Niettemin zou de regering-Wilmès II tot september in volheid van bevoegdheden blijven, om de gevolgen van de coronacrisis te bezweren. Op 12 juni, vlak voor aanvang van de laatste superkern, maakte MR-voorzitter Georges-Louis Bouchez bekend dat de regering geen verlenging van de volmachten zou vragen, waardoor die op 26 juni afliepen.
Om te vermijden dat de regering-Wilmès II in september weer in lopende zaken moest gaan, namen de socialistische partijvoorzitters Paul Magnette (PS) en Conner Rousseau (sp.a) als grootste politieke familie in de Kamer het initiatief om verkennende gesprekken te voeren, met als doel om tegen september een volwaardige regering met parlementaire meerderheid op de been te brengen. Vanaf 13 mei ontvingen ze hun collega-voorzitters, behalve die van PVDA-PTB en Vlaams Belang. Dit initiatief stond los van het Paleis, aangezien de regering juridisch gezien nog steeds in volheid van bevoegdheid was en de koning dus geen initiatieven mocht nemen om een nieuwe regering te vormen. Andere voorzitters, zoals de pas aangestelde Open Vld-voorzitter Egbert Lachaert, die op 22 mei Gwendolyn Rutten was opgevolgd als voorzitter van Open Vld, hadden dan weer voorgesteld om de partijen in de minderheidsregering (MR, CD&V en Open Vld) eventueel samen met sp.a een centrumnota te laten opstellen waarbij andere partijen zich dan later konden aansluiten om over een regeerakkoord te onderhandelen.
Op 24 mei maakte sp.a-voorzitter Conner Rousseau bekend dat de eerste ronde van de verkennende gesprekken was afgelopen. Rousseau en Magnette maakten een verslag op van hun bevindingen van de gesprekken, waarna ze een tweede ronde van gesprekken organiseerden om hun bevindingen aan de andere partijvoorzitters voor te leggen. Op 6 juni raakte bekend dat die tweede gespreksronde was afgelopen. Magnette en Rousseau stelden vervolgens een verslag op van hun werkzaamheden, met de bedoeling dat er daarna een formateur werd benoemd, die tegen september een regering moest zien te vormen.
Op maandag 15 juni overhandigden de initiatiefnemers hun verslag aan eerste minister Sophie Wilmès, nadat ze de voorzitters van de tien partijen met wie ze hadden gesproken, mondelinge toelichting hadden gegeven en samen hadden gezeten met de premier. De socialistische partijvoorzitters concludeerden dat Wilmès de meest aangewezen persoon was om de verdere gesprekken over de vorming van een nieuwe regering te leiden. Omdat er nog te veel struikelblokken waren om een paars-gele of Vivaldicoalitie te vormen, stelden Rousseau en Magnette voor om een klassieke tripartite van socialisten (PS en sp.a), liberalen (MR en Open Vld) en christendemocraten (CD&V en cdH) op de been te brengen. Deze coalitie zou evenwel niet over een meerderheid beschikken, aangezien de drie politieke families slechts 71 van de 150 zetels in de Kamer hadden. Er zouden dan per dossier of per thema bijkomende partners gevonden moeten worden.
Premier Wilmès wilde de formatiegesprekken echter nog niet in handen nemen, omdat de situatie nog onvoldoende gevorderd was en Rousseau en Magnette niet genoeg garanties konden bieden dat haar opdracht zou slagen. Ze vroeg aan de socialistische voorzitters om hun rapport grondiger uit te werken, maar zij stelden dat het verslag aan de premier hun eindverslag was en dat ze hun initiatief niet wensten voort te zetten. Ook verschillende andere partijen, zoals CD&V, Open Vld, Groen, Ecolo en N-VA, waren niet echt enthousiast over het voorstel van de socialisten en ijverden veeleer voor een stabiele regering met parlementaire meerderheid.

#### Initiatief van Georges-Louis Bouchez, Egbert Lachaert en Joachim Coens (17 juni - 19 juli 2020)

De vlag van de Amerikaanse staat Arizona. Deze verwijst naar de Arizonacoalitie, de regering die initiatiefnemers Georges-Louis Bouchez, Egbert Lachaert en Joachim Coens probeerden te vormen. De onderste helft van de vlag, die blauw kleurt, verwijst naar de liberale partijen MR en Open Vld, de rode en gele stralen op de bovenste helft van de vlag symboliseren respectievelijk sp.a en N-VA en de oranje ster staat voor de christendemocratische partijen CD&V en cdH.

Op 17 juni zat premier Sophie Wilmès samen met Georges-Louis Bouchez (MR), Egbert Lachaert (Open Vld) en Joachim Coens (CD&V), de voorzitters van de drie regeringspartijen, om het voorstel van Conner Rousseau en Paul Magnette te bespreken. Na afloop raakte bekend dat de drie voorzitters de leiding namen over de formatiegesprekken, vertrekkend vanuit de regeringspartijen, zoals Egbert Lachaert eerder had voorgesteld. De drie voorzitters, die in de pers de 'drie koningen' werden genoemd, verklaarden dat een klassieke tripartite niet hun voorkeur wegdroeg en dat in de eerste plaats hun bedoeling was om een stabiele meerderheidsregering te proberen vormen, die een krachtdadig steun- en herstelbeleid moest vormen om de gevolgen van de coronacrisis te bestrijden. Volgens MR-voorzitter Bouchez kon er enkel sprake zijn van een tripartite als alle andere opties uitgeput waren. De drie initiatiefnemers hoopten tegen de Nationale Feestdag op 21 juli meer zicht op een meerderheid te hebben. Ondertussen zou de regering in overleg met de deelstaten een relanceplan voorbereiden om de economische gevolgen van de coronacrisis te bestrijden.
Volgens verschillende bronnen werken de drie initiatiefnemers in eerste plaats aan een coalitie zonder de PS, waarbij sp.a en cdH zich bij de Zweedse coalitie uit de vorige legislatuur (N-VA, CD&V, Open Vld en MR) zouden voegen. Deze coalitie, in de media ook wel een Arizonacoalitie genoemd (verwijzend naar de vlag van de Amerikaanse staat Arizona), zou met 76 van de 150 Kamerzetels een nipte meerderheid hebben, maar had geen meerderheid in de parlementaire commissies, die het wetgevend werk moeten voorbereiden. Bovendien zou sp.a haar Franstalige zusterpartij PS moeten lossen en zouden MR en cdH slechts 19 van de 61 Franstalige Kamerzetels vertegenwoordigen, waardoor deze piste niet voor de hand lag.
Op 29 juni maakten de initiatiefnemers bekend dat ze werkten aan een inhoudelijke nota rond een herstelplan dat de sociaaleconomische gevolgen van de coronacrisis moet verzachten en die tevens zou focussen op sociale zekerheid, gezondheidszorg en duurzaamheid. Die nota was in eerste instantie bedoeld om de zes partijen die deel zouden uitmaken van een Arizonacoalitie te overtuigen om met elkaar te onderhandelen over een regering, aangezien die partijen geen veto's tegen elkaar hadden uitgesproken. Niettemin werd niet uitgesloten dat andere partijen zich bij die onderhandelingen kunnen aansluiten. Twee dagen later, op 1 juli, verklaarde sp.a-voorzitter Conner Rousseau zich bereid om te praten over een Arizonacoalitie, op voorwaarde dat het trio initiatiefnemers in hun startnota rekening hield met enkele belangrijke inhoudelijke eisen van de partij. Om duidelijk te maken wat die eisen precies waren, overhandigde Rousseau een nota aan het trio, waarin hij onder andere forse investeringen in de gezondheidszorg en een eerlijke bijdrage van de grote vermogens en multinationals eiste. Eerder hadden ook N-VA en cdH hun prioriteiten overgemaakt aan de initiatiefnemers.
Op donderdag 2 juli 2020 stond in de Kamer een wetsvoorstel over de uitbreiding van de depenalisering van abortus op de agenda, een dossier dat zeer gevoelig lag bij regeringspartij CD&V, net als cdH, N-VA en Vlaams Belang een tegenstander van het wetsvoorstel. Daarom zouden CD&V, MR en Open Vld de afspraak hebben gemaakt om het dossier terug te sturen naar de bevoegde commissie, hoewel de liberale partijen het wetsvoorstel steunden. In de namiddag van 2 juli liet MR-voorzitter Bouchez echter weten dat hij de parlementsleden van zijn partij vrije keuze zou geven bij de stemming, waarbij ze naar eer en geweten konden stemmen. Zijn CD&V-collega Joachim Coens was daar erg misnoegd over en sprak van een vertrouwensbreuk met Bouchez. Uiteindelijk werd het dossier ontmijnd door advies aan de Raad van State te vragen. Niettemin hield CD&V topoverleg, waar beslist werd om de formatie op pauze te zetten. Volgens Coens moest eerst het vertrouwen tussen MR en CD&V hersteld worden voordat de regeringsvorming kon worden voortgezet. Een dag later hielden de initiatiefnemers crisisberaad en werd de ruzie tussen Coens en Bouchez bijgelegd, waarna het trio hun gesprekken voortzette.
Op 4 juli hield het trio overleg met sp.a-voorzitter Rousseau om zijn eisennota te bespreken, op 6 juli wilden de onderhandelaars een vergadering met N-VA, sp.a en cdH beleggen om hun startnota te bespreken. Sp.a en cdH weigerden echter op de uitnodiging van het trio in te gaan; ze vonden dat er eerst meer bilaterale gesprekken moesten komen, omdat ze nog onvoldoende garanties hadden gekregen. Hierdoor werd de vergadering geannuleerd en vonden er de volgende dagen bilaterale gesprekken plaats; dezelfde dag nog ontvingen de onderhandelaars N-VA-voorzitter Bart De Wever, op 7 juli volgde een gesprek met cdH-voorzitter Maxime Prévot en op 9 juli was het beurt aan sp.a-voorzitter Conner Rousseau.
Op dinsdag 14 juli stelde PS-voorzitter Paul Magnette dat hij bereid was om opnieuw onderhandelingen te voeren met de N-VA, waarbij hij ook gesprekken over een staatshervorming niet uitsloot. De drie onderhandelaars reageerden voorzichtig positief op de uitspraken van Magnette, maar verklaarden dat ze de onderhandelingen niet opnieuw van nul zouden laten beginnen. Ze wilden eerst de zes partijen van de Arizona-piste bijeenroepen om hun startnota te bespreken, om, als deze vergadering iets opleverde, vervolgens de PS eventueel bij de regeringsgesprekken te betrekken. Op 16 juli vond er een vergadering plaats met de technici of sherpa's van MR, Open Vld, CD&V, cdH, N-VA en sp.a. Die leverde weinig op; zowel N-VA als sp.a hadden aanmerkingen op de nota van de drie onderhandelaars en vonden dat ze nog niet voldoende aan hun eisen voldeed. Bouchez, Coens en Lachaert vroegen die partijen vervolgens om een tekst op te stellen waarin ze voorstelden wat er veranderd moest worden aan hun nota. Op 17 juli zou er dan opnieuw een meeting van de sherpa's volgen, maar die werd op het laatste moment afgeblazen omdat N-VA en sp.a geen concrete aanpassingen hadden voorgesteld. Ondertussen bleek dat die twee partijen ook discrete gesprekken aan het voeren waren met de PS over de mogelijke opstart van een paars-gele regering. Om die reden besloten de drie initiatiefnemers op 19 juli om hun opdracht stil te leggen; volgens hen had het geen zin om verder over een Arizona-coalitie te spreken en moest er eerst meer duidelijkheid komen of een paars-gele regering deze keer wel levensvatbaar was.

#### Preformateurs Bart De Wever en Paul Magnette (20 juli - 18 augustus 2020)
Naar aanleiding van de aftastende gesprekken tussen N-VA en PS en na telefonisch overleg tussen het Paleis en alle partijen die na de verkiezingen bij de politieke discussies betrokken waren, werden partijvoorzitters Bart De Wever (N-VA) en Paul Magnette (PS) op 20 juli 2020 in audiëntie ontvangen door koning Filip. Beide partijen hadden aangegeven dat ze bereid waren om met elkaar aan tafel te gaan en daarom kregen De Wever en Magnette van het Paleis de opdracht om de nodige initiatieven te nemen voor de vorming van een regering die steunt op een brede meerderheid. Omdat ze de formatie van een regering moesten voorbereiden, werd het duo in de media preformateurs genoemd. Op 31 juli moesten de preformateurs verslag uitbrengen op het Paleis. De Wever en Magnette proberen tussen de partijen waarmee ze onderhandelen overeenstemming te vinden over drie thema's: institutionele hervormingen, het sociaal-economisch beleid en veiligheid en migratie.
Op 28 juli ontvingen De Wever en Magnette de voorzitters van de liberale (MR en Open Vld) en de christendemocratische (CD&V en cdH) partijen om mondeling hun startnota toe te lichten en af te toetsen met deze partijen. Op 30 juli overhandigden MR en Open Vld aan de preformateurs een nota met opmerkingen over de startnota en inhoudelijke eisen. Een dag later werden Magnette en De Wever opnieuw ontvangen door de koning, die hun opdracht verlengde tot 8 augustus, met de vraag om zo snel mogelijk de partijvoorzitters samen te brengen om een draagvlak te vinden voor de vorming van een meerderheidsregering.
Dezelfde dag werd duidelijk dat Magnette en De Wever een regering wilden vormen met de N-VA en de socialistische en christendemocratische partijen, aangevuld met een liberale partij. Daarbij werd vooral naar Open Vld gekeken, omdat de houding van MR-voorzitter Georges-Louis Bouchez, die er volgens verschillende partijen op uit was om de onderhandelingen te doen mislukken en de regering-Wilmès II (met daarin zeven MR-ministers) in het zadel te houden, wrevel opwekte. De volgende dag hield Open Vld een uitgebreid partijbureau, waarop unaniem beslist werd dat de sociaal-economische en institutionele inhoud van de startnota van de preformateurs moest worden bijgestuurd voor er sprake kon zijn van onderhandelingen en dat de partij zich bleef vastklinken aan haar Franstalige zusterpartij MR. Op 4 augustus belegden de preformateurs tevens een vergadering met de ecologische partijen Ecolo en Groen, om hun startnota te bespreken. Ook deze partijen vonden dat er grondige aanpassingen aan de startnota moesten gebeuren en vroegen de preformateurs om meer duidelijkheid te geven over een aantal lancunes in de nota, met name omtrent het klimaatbeleid en de institutionele inhoud. Vervolgens vond er op 6 augustus een vergadering plaats tussen de preformateurs en sp.a, CD&V en cdH, waarin ze bekeken welke opties hen restten na de gesprekken met de liberalen en groenen. De dag nadien kwam er een nieuw onderhoud met de liberale partijen, die ditmaal verklaarden dat ze bereid waren om te praten over de startnota van de preformateurs, op voorwaarde dat De Wever en Magnette meer duidelijkheid gaven over de formule die ze in gedachten hadden. 
Op 8 augustus trokken de preformateurs opnieuw naar de koning, die hun opdracht verlengde tot 17 augustus en alle betrokken partijen opriep om de nodige verantwoordelijkheidszin aan de dag te leggen om spoedig tot een regeerakkoord te komen. De preformateurs bleven gesprekken voeren met zowel de liberale als de groene partijen en op woensdag 12 augustus kwam er een nieuw onderhoud met Groen en Ecolo, waarbij het klimaat-, energie- en milieubeleid werd besproken. Op 13 augustus stuurden de liberale en groene partijen echter een gemeenschappelijk communiqué uit waarin ze nogmaals hun bezorgdheid uitten over de institutionele plannen van de preformateurs en De Wever en Magnette opriepen om duidelijkheid te scheppen over met welke politieke familie ze onderhandelingen wilden aanvatten. De dag daarna, op 14 augustus, vond er een korte ontmoeting met de liberale partijen plaats, die echter op niets uitdraaide. Vervolgens besloten De Wever en Magnette om bij hun audiëntie op het Paleis op 17 augustus hun ontslag als preformateurs te geven en de koning te vragen om de leiding over de formatie over te dragen aan de liberale en groene partijen. Na hun ontvangst op het paleis die dag hield de koning het ontslag van het duo in beraad en vatte hij consultaties aan met de partijvoorzitters van N-VA, PS, sp.a, CD&V, cdH, MR, Open Vld, Ecolo, Groen en DéFI.

#### Koninklijk opdrachthouder Egbert Lachaert (18 augustus - 4 september 2020)

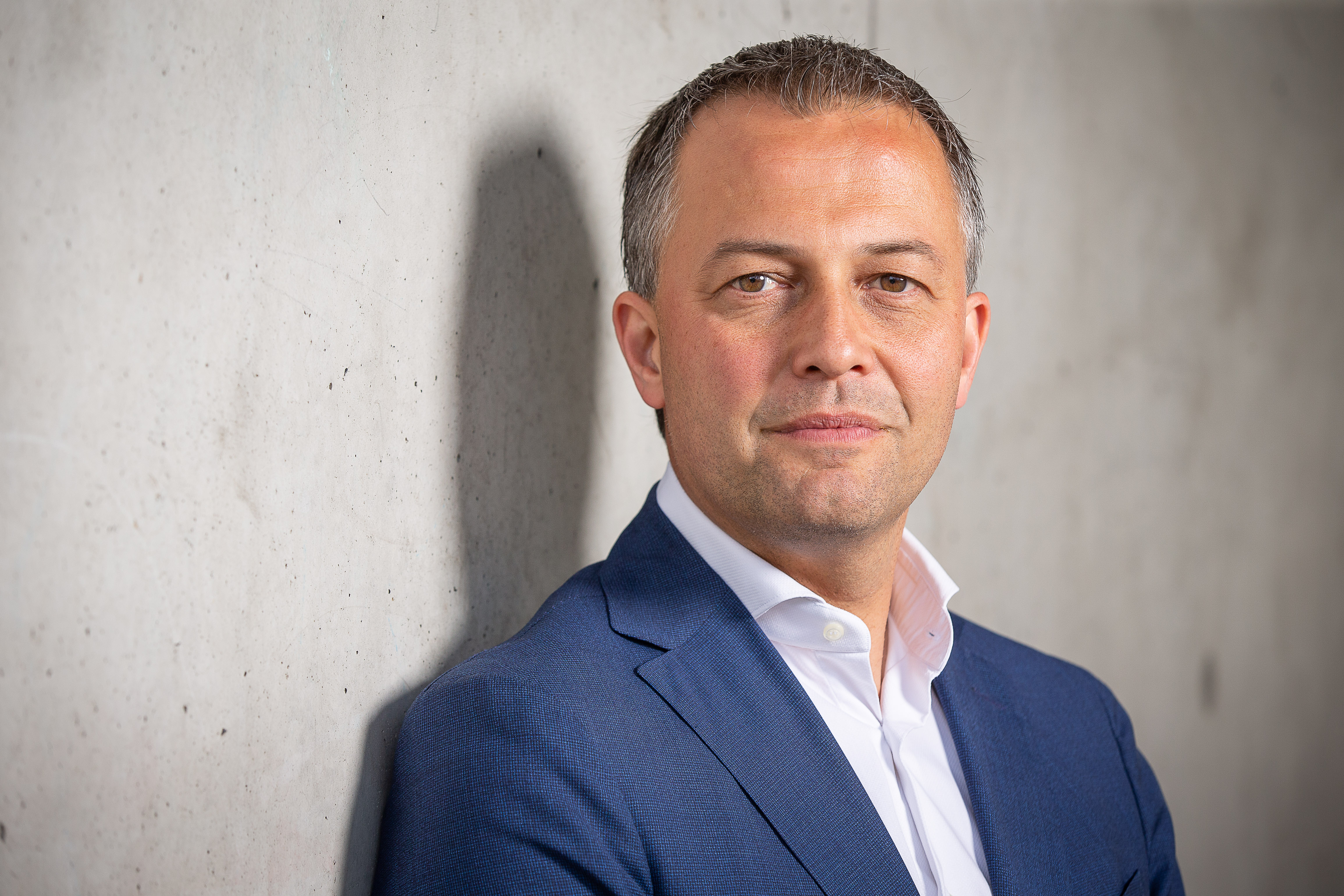
Egbert Lachaert (Open Vld).

Na zijn consultaties belastte koning Filip Open Vld-voorzitter Egbert Lachaert met de opdracht een regering te vormen, waarmee hij tevens het ontslag aanvaardde van Magnette en De Wever. Hij kreeg net als zijn voorgangers de opdracht om een regering met een brede meerderheid in het parlement te zoeken en kondigde aan zijn opdracht in alle discretie uit te voeren. Op 28 augustus werd hij opnieuw op het Paleis verwacht.
Op woensdag 26 augustus maakte Lachaert in een gesprek met N-VA-voorzitter Bart De Wever duidelijk dat hij in eerste instantie een Vivaldicoalitie van liberalen (MR en Open Vld), socialisten (PS en sp.a), groenen (Ecolo en Groen) en CD&V onderzocht. Twee dagen eerder hadden de Vlaamse christendemocraten, die lange tijd hadden aangedrongen op een regering met een meerderheid in de Nederlandstalige taalgroep, die enkel mogelijk is met N-VA in de regering, op haar partijbureau beslist dat ze openstond om te praten over dergelijke coalitie, op voorwaarde dat er rekening werd gehouden met een aantal eisen van de partij, met name een grondige staatshervorming met het zwaartepunt naar de deelstaten en dat er geen ethische agenda werd doorgevoerd. Op 26 en 27 augustus legde de opdrachthouder een inhoudelijke nota voor aan de socialistische, groene en christendemocratische partijen.
De dag erna verlengde koning Filip de opdracht van Lachaert tot 4 september, omdat de socialisten — wier eisen rond pensioenen, gezondheidszorg en fiscaliteit moeilijk lagen bij de liberalen — en CD&V nog onvoldoende overtuigd waren om naar een volgende fase over te gaan. Op zondag 30 augustus ontmoette Lachaert cdH-voorzitter Maxime Prévot om zijn startnota te bespreken, waarna hij 's avonds Open Vld, MR, PS, sp.a, Ecolo, Groen en CD&V rond de tafel bracht voor een informatieve bijeenkomst. In de avond van 31 augustus kwam de partijtop van CD&V opnieuw samen om een eventuele deelname aan een Vivaldicoalitie te bespreken. De partij was echter nog onvoldoende overtuigd en vroeg bijkomende verduidelijkingen aan de koninklijk opdrachthouder.
Nadat CD&V-voorzitter Joachim Coens had aangegeven dat hij de onderhandelingen over een Vivaldicoalitie toch een kans wilde geven, vond er in de middag van 3 september een vergadering plaats met acht partijen: PS, sp.a, Open Vld, MR, Ecolo, Groen, CD&V en cdH. Het kwam echter nog niet tot een doorbraak; er waren nog enkele discussiepunten waarover nog geen akkoord werd bereikt, zoals de sociale zekerheid, het abortusdossier, fiscaliteit en de sluiting van de kerncentrales. In de ochtend van 4 september komen de acht partijen opnieuw bijeen om deze discussiepunten te bespreken en om eventueel een of meerdere formateurs aan te duiden die de onderhandelingen verder kunnen leiden.

#### Preformateurs Egbert Lachaert en Conner Rousseau (4 september 2020 - 23 september 2020)

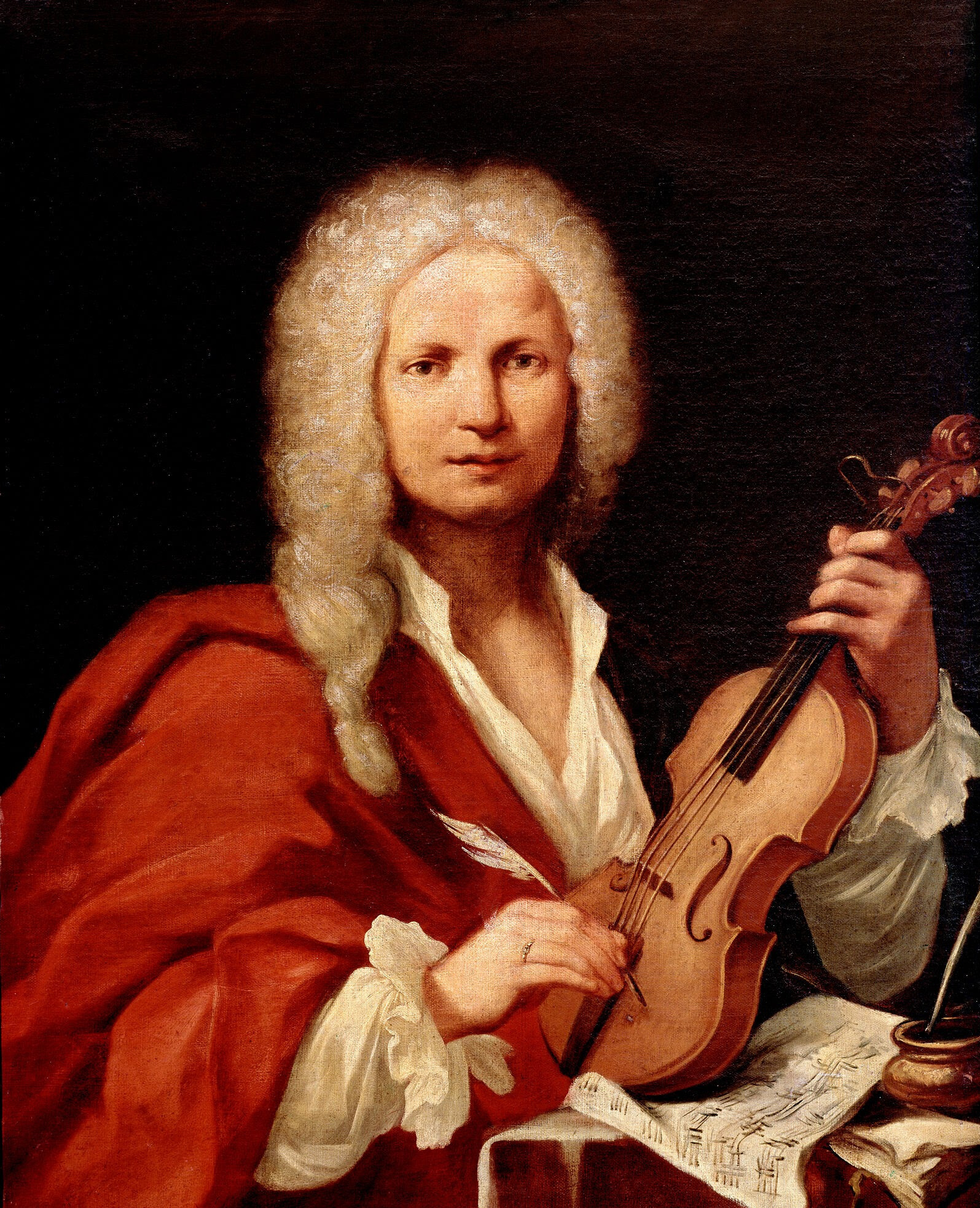
Antonio Vivaldi (1678-1741), componist van De vier jaargetijden. Naar hem werd de mogelijke Vivaldicoalitie vernoemd, verwijzend naar vier politieke strekkingen en vier seizoenen.

Nadat de acht partijen in de ochtend van 4 september een oplossing hadden gevonden voor de discussiepunten die een obstakel vormden, gaf Lachaert zijn opdracht als koninklijk opdrachthouder terug aan de koning. Hij verklaarde dat hij verder wilde onderhandelen met de partijen die nog rond de tafel zaten, op cdH na, dat niet meer bij de onderhandelingen werd betrokken. Vervolgens werden Lachaert en sp.a-voorzitter Conner Rousseau benoemd tot preformateurs. Een formateur werd nog niet aangeduid, aangezien daar nog geen eensgezindheid over bestond. In een daaropvolgende persconferentie verklaarde Lachaert wat de belangrijkste prioriteiten van de nieuwe regering zouden zijn: het hervormen van het politieke systeem (zowel institutionele hervormingen als de manier waarop aan politiek wordt gedaan), de sociale zekerheid en de gezondheidszorg versterken, de economie en arbeidsmarkt performanter maken, een ambitieus klimaatbeleid, een eenvoudige, transparante en rechtvaardige fiscaliteit, een sterk veiligheidsbeleid en efficiënte justitie en een geloofwaardig begrotingstraject. Ten laatste op 11 september moeten de preformateurs verslag uitbrengen aan het Paleis.
Op dinsdag 8 september bleek preformateur Lachaert besmet te zijn met het coronavirus, waardoor alle partijvoorzitters en sherpa's (technische onderhandelaars) die bij de onderhandelingen betrokken waren, hoogstens negen dagen in quarantaine moesten. Hierdoor konden er tot 16 september enkel digitale formatiegesprekken plaatsvinden en werd het erg onwaarschijnlijk dat de onderhandelaars de deadline van 17 september zouden halen, wanneer premier Sophie Wilmès opnieuw het vertrouwen moest vragen voor haar regering, zoals ze bij haar regeerverklaring in de Kamer op 17 maart had beloofd. Ook legden de onderhandelende partijen liever in een fysieke vergadering vast wie formateur mocht worden. Op 10 september kwamen de voorzitters van de onderhandelende partijen overeen dat Sophie Wilmès pas op 1 oktober opnieuw het vertrouwen moest vragen aan de Kamer, de volgende dag werd de opdracht van de preformateurs in een telefonische audiëntie verlengd tot 21 september. Na het hervatten van de fysieke onderhandelingen werden tevens werkgroepen gevormd die zich moesten buigen over klimaat, fiscale hervormingen, migratie en de voorbereiding van een staatshervorming tegen de volgende verkiezingen van 2024.
Op 20 september werden de onderhandelingen tussen de zeven partijen stilgelegd, omdat er ongenoegen heerste over de houding van een MR-voorzitter Georges-Louis Bouchez, die steeds zou terugkomen op afspraken die in de werkgroepen zijn gemaakt en in een interview had geëist dat zijn partijgenote Sophie Wilmès premier zou blijven en zwaar had uitgehaald naar PS-voorzitter Paul Magnette. Om het vertrouwen te proberen herstellen, hielden de preformateurs vervolgens afzonderlijke gesprekken met de verschillende partijen, waarbij ook premier Sophie Wilmès werd betrokken. De onderhandelaars gingen echter zonder resultaat uit elkaar. De volgende ochtend besliste het partijbureau van sp.a dat de partij voorlopig niet meer verder wilde onderhandelen met de MR, omdat de partij volgens hen geen oplossing wilde. Open Vld bleef evenwel vasthouden aan haar as met MR en wilde voortwerken in de huidige formule, anders zou preformateur Lachaert zijn opdracht teruggeven aan de koning. Niettemin schoof sp.a in de namiddag opnieuw aan bij het overleg met MR, Open Vld, PS, Ecolo, Groen en CD&V, in een poging om de brokken tussen de zeven partijen te lijmen. Dat leverde niets op, waarna de preformateurs naar de koning trokken om hem te melden dat er geen consensus was over hoe het verder moest en hun ontslag in te dienen. Koning Filip weigerde echter hun ontslag en gaf hen tot 23 september de tijd om het vertrouwen tussen de zeven partijen te herstellen. 's Avonds gaf Rousseau een persconferentie waarin hij stelde dat hij wilde voort onderhandelen, op voorwaarde dat MR een sterk inhoudelijk signaal zou geven om het vertrouwen te herstellen. 
Op 22 en 23 september hielden de preformateurs verdere bilaterale gesprekken met de verschillende partijen. In de namiddag van 23 september raakten Lachaert en Rousseau het eens over een aantal basisgaranties voor een nieuwe regering, waarmee MR-voorzitter Georges-Louis Bouchez zich akkoord verklaarde. Zoals voorzien gingen de preformateurs die dag naar de koning met hun eindverslag, naar eigen zeggen waren ze erin geslaagd om het vertrouwen te herstellen.

#### Coformateurs Alexander De Croo en Paul Magnette (23 september - 1 oktober 2020)

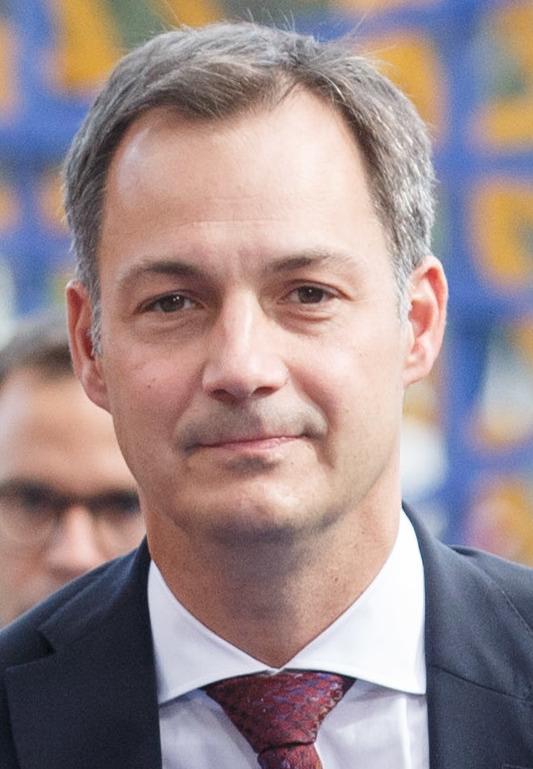
Alexander De Croo (Open Vld).

Rousseau en Lachaert werden uit hun functie ontheven na het indienen van hun eindverslag, waarna tot de formatiefase werd overgegaan. De koning stelde twee coformateurs aan: Alexander De Croo (Open Vld) en Paul Magnette (PS). Zij kregen tot 28 september de tijd voor een eerste verslag. Op 1 oktober zou er dan een nieuwe regering moeten zijn. De keuze van de koning voor Magnette viel meteen niet in goede aarde bij de MR, terwijl de partij zich wel positief uitliet over de keuze voor De Croo. Bij een deel van CD&V was er dan weer ongenoegen over de aanstelling van De Croo.
Niettemin zetten de zeven partijen vanaf 24 september de onderhandelingen verder. Eerst kwamen de thema's energie, klimaat, mobiliteit, ondernemerschap, justitie, veiligheid, asiel en migratie, werk, arbeidsmarkt, pensioenen, een deel van de fiscaliteit en politieke vernieuwing aan bod en vanaf zondag 27 september werd de begroting behandeld. Op 28 september brachten Magnette en De Croo verslag uit bij de koning over de vorderingen van de formatie. Omdat ze het regeerakkoord nog niet hadden rond gekregen, vroeg koning Filip om zo spoedig mogelijk hun eindverslag in te dienen. Dezelfde dag en de dag daarna werkten de onderhandelaars verder aan de begroting. Op 29 september werd ook beslist dat er een regeringscommissaris zou worden aangesteld die samen met de deelstaten het beleid inzake de coronacrisis zal coördineren. Op 30 september om 6.30 u. bereikten de onderhandelaars van PS, sp.a, Open Vld, MR, CD&V, Ecolo en Groen overeenstemming over het regeerakkoord. In de voormiddag raakte bekend dat Alexander De Croo premier van de nieuwe regering zou worden en om 12 uur gingen de formateurs aan de koning verslag uitbrengen over het regeerakkoord. Hun opdracht werd met nog een dag verlengd. In de namiddag verdeelden de partijen de bevoegdheden en ministerportefeuilles in de nieuwe regering. 's Avonds keurden de partijcongressen van de zeven partijen het regeerakkoord goed en de dag nadien legden de 15 ministers en 5 staatssecretarissen van de nieuwe regering de eed af. Vervolgens las De Croo de regeerverklaring voor aan de Kamerleden, waarna een debat over die verklaring volgde en de regering-De Croo op 3 oktober met 87 van 148 stemmen het vertrouwen kreeg van de Kamer. De regeringspartijen en het onafhankelijke Kamerlid Emir Kir (ex-PS) stemden voor, oppositiepartijen N-VA, Vlaams Belang en PVDA stemden tegen en de verkozenen van cdH en DéFI onthielden zich.

## Vlaamse regering

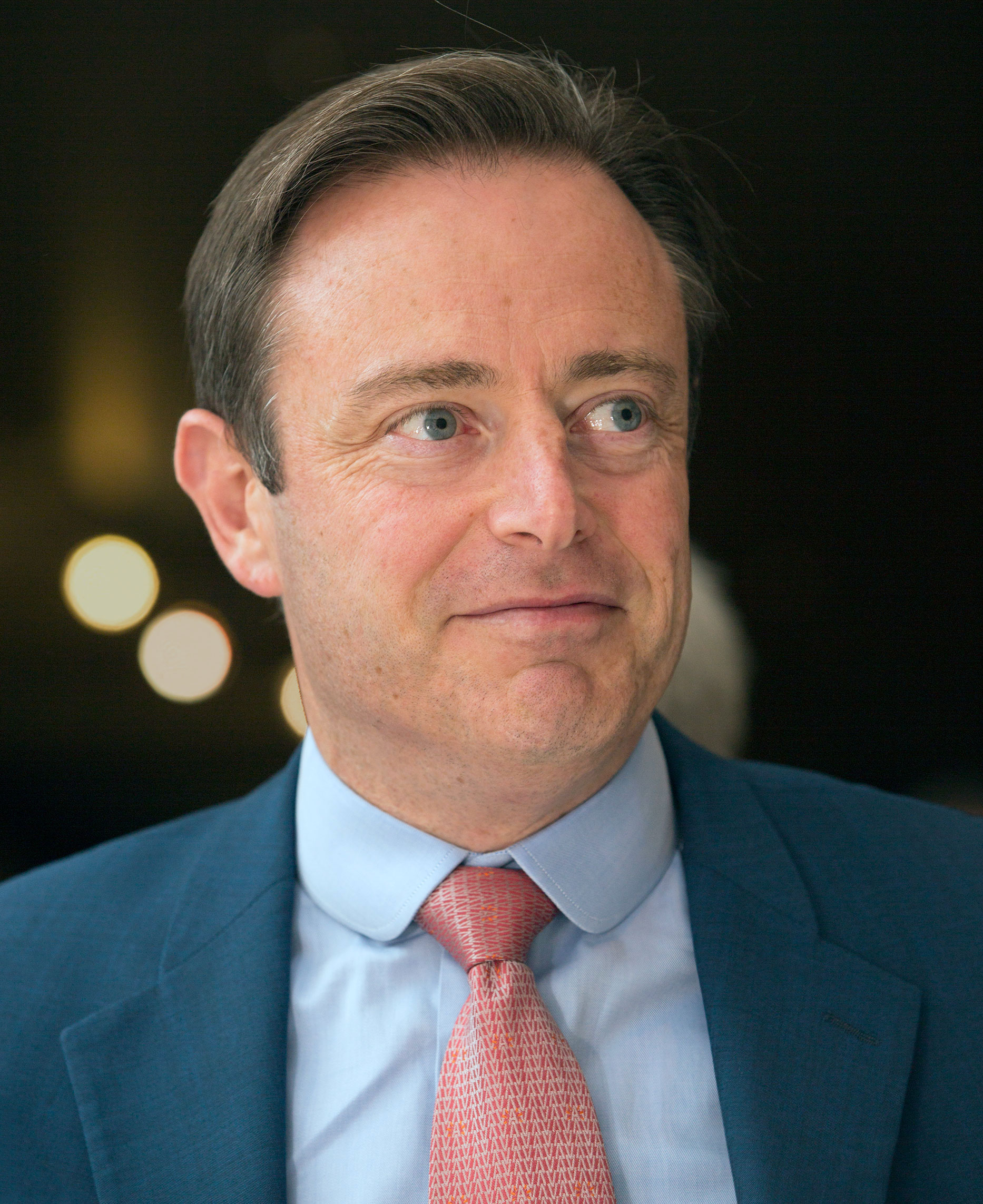
Bart De Wever nam als partijvoorzitter van de N-VA, de grootste partij in het Vlaams Parlement, het initiatief om een nieuwe Vlaamse Regering te vormen.

De Vlaamse Regering zou na de verkiezingen een nieuwe minister-president krijgen, aangezien de uittredende Vlaams minister-president Geert Bourgeois (N-VA) geen kandidaat meer was op een Vlaamse lijst maar op de Europese lijst van zijn partij. Enkele partijen schoven uitdrukkelijk een kandidaat-minister-president naar voren. Voor N-VA was dat Antwerps burgemeester Bart De Wever, voor CD&V was dat minister van Onderwijs Hilde Crevits. Na het verlies van haar partij kondigde Crevits op verkiezingsavond aan dat ze haar kandidatuur introk.
Als voorzitter van de grootste partij, N-VA, nam Bart De Wever het initiatief op zich om een nieuwe Vlaamse Regering te vormen. Hij kondigde aan om vanaf dinsdag 28 mei 2019 te zullen praten met alle partijen met verkozenen in het Vlaams Parlement, in de volgorde van klein naar groot. Deze gesprekken werden op woensdag 29 mei 2019 verdergezet. De partij sp.a gaf hierbij aanvankelijk aan de oppositie te verkiezen, gezien hun slechte uitslag bij de verkiezingen. De daaropvolgende weken voerde Bart De Wever verschillende gesprekken, waaronder met het Vlaams Belang. De Wever legde een inhoudelijke nota voor aan de partijbesturen van N-VA, CD&V, Open Vld en Vlaams Belang. Hij liet via een persbericht weten dat de federale onderhandelingen te veel doorwegen op de regionale partnerkeuze. Als gevolg daarvan last de informateur een pauze in, hij blijft wel gesprekken voeren. Gedurende de maand juli 2019 lagen de onderhandelingen op Vlaams niveau hierdoor zo goed als stil. Ze werden hervat begin augustus.

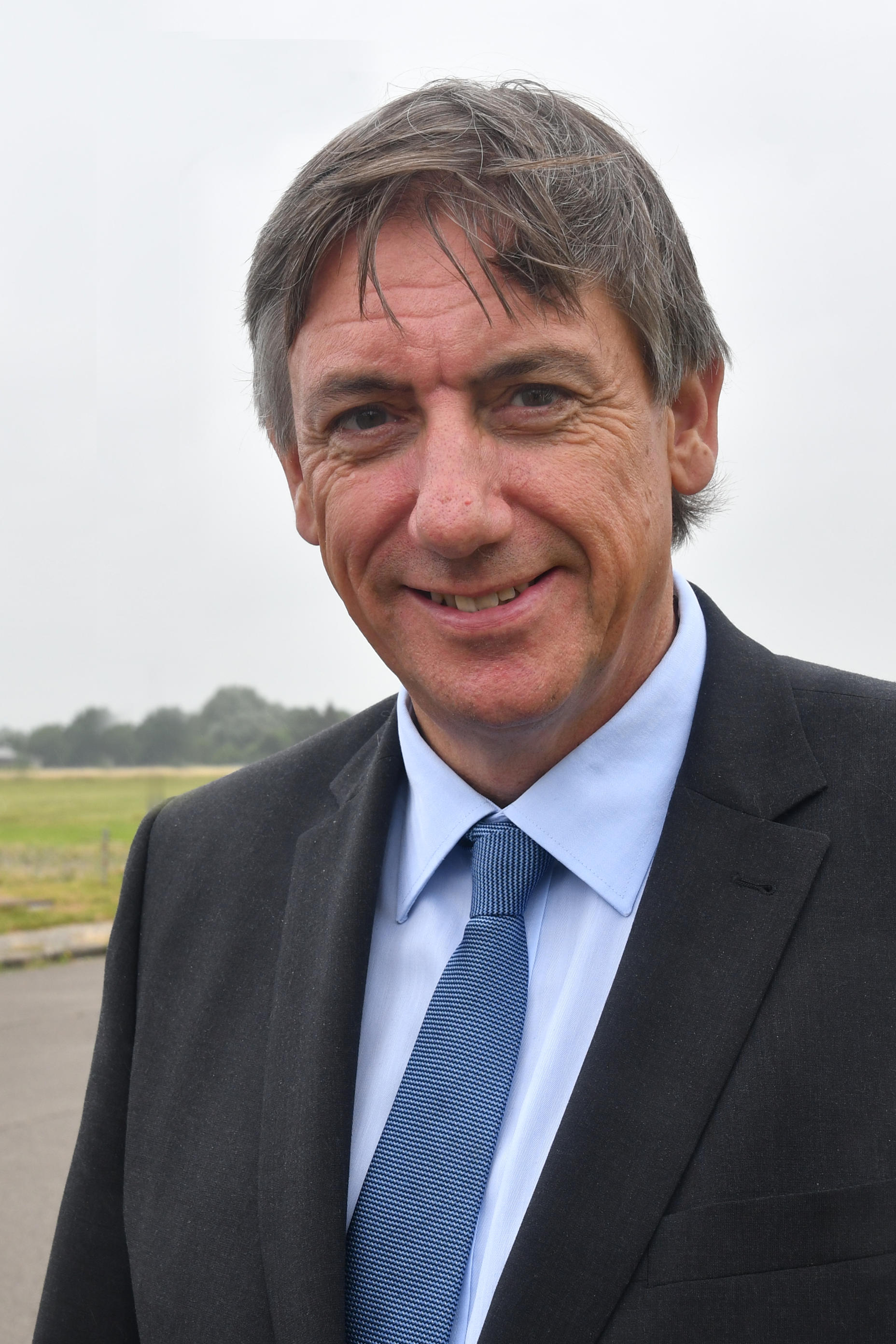
Na de voorstelling van de "startnota" van N-VA droeg Bart De Wever de leiding over de Vlaamse onderhandelingen over aan zijn partijgenoot Jan Jambon. Die werd na de vorming van de Vlaamse Regering minister-president.

Gezien de overwinning van Vlaams Belang bij de verkiezingen, voerde De Wever ook formatiegesprekken met deze partij. N-VA stelde hierbij het cordon sanitaire, de afspraak om nooit met het Vlaams Blok/Vlaams Belang te regeren, nooit te hebben onderschreven. Beide partijen behaalden echter geen meerderheid en zouden een derde partij nodig hebben om een meerderheid op de been te brengen. De overige partijen in het Vlaams Parlement weigerden echter in een regering te stappen met het Vlaams Belang, waardoor enkel een verderzetting van de uittredende 'Zweedse coalitie' (N-VA, CD&V en Open Vld) of een zogenaamde 'Bourgondische coalitie' (N-VA, Open Vld en sp.a, zoals de coalitie in de stad Antwerpen op dat moment) tot de mogelijkheden behoorden.
Op 31 juli 2019 gaf de Raad van Voorzitters en Secretarissen van de sp.a een mandaat aan voorzitter John Crombez om inhoudelijk te onderhandelen over eventuele regeringsdeelname, indien de partij daartoe zou worden opgeroepen door Bart De Wever. Groen-parlementslid Björn Rzoska verklaarde op 6 augustus 2019 dat zijn partij nog steeds bereid was om te onderhandelen over een nieuwe Vlaamse Regering. Op 7 augustus 2019 vervolgens kondigde Open Vld aan niet in een federale regering te stappen indien de partij geen deel mocht uitmaken van de Vlaamse Regering.
Ondertussen legde Liesbeth Homans de eed af als minister-president in navolging van Geert Bourgeois, die naar het Europees Parlement overstapt. De regering-Homans is een tijdelijke oplossing tot er een nieuwe regering gevormd wordt.
Op 12 augustus 2019 bracht de N-VA een "startnota" uit die de basis moet vormen van een nieuw Vlaams regeerakkoord. De partij ging daarbij voor een regering met CD&V en Open Vld, met andere woorden een voortzetting van de uittredende zogenoemde "Zweedse" coalitie. Sp.a en Vlaams Belang vielen af, ondanks twee maanden onderhandelen met die laatste partij. Die wees er meteen op dat het een coalitie wordt van verliezers. Analisten zagen in de startnota echter wel de stempel van Vlaams Belang in bepaalde voorstellen, zoals strengere regels voor de erkenning van moskeeën, voor inburgering en voor het toekennen van kinderbijslag. Ook kondigde De Wever aan dat hij de leiding over de Vlaamse onderhandelingen overdroeg aan partijgenoot Jan Jambon, die tijdens de verkiezingen kandidaat-premier was voor N-VA. Die werd uiteindelijk de nieuwe Vlaamse minister-president.
Op 13 augustus kwamen de hoofdonderhandelaars van N-VA, CD&V en Open Vld voor het eerst samen. Vervolgens kwamen gedurende een drietal weken vijftien thematische werkgroepen bijeen, die zich bogen over elk beleidsdomein. De onderwerpen waar de werkgroepen het niet eens over raakten, kwamen terug op de tafel van de hoofdonderhandelaars. Omdat de gesprekken traag en moeizaam verliepen, was er op 23 september, de dag dat het Vlaams Parlement opnieuw samenkwam, nog geen regering. Hierdoor vond er voor het eerst in de geschiedenis geen septemberverklaring plaats. Uiteindelijk bereikten de onderhandelaars van N-VA, CD&V en Open Vld op 30 september, 127 dagen na de verkiezingen, een akkoord. Op de avond van 1 oktober werd het regeerakkoord goedgekeurd door de ledencongressen van de drie partijen. De nieuwe Vlaamse Regering werd op 2 oktober 2019 ingezworen.

## Waalse regering en Franse Gemeenschapsregering

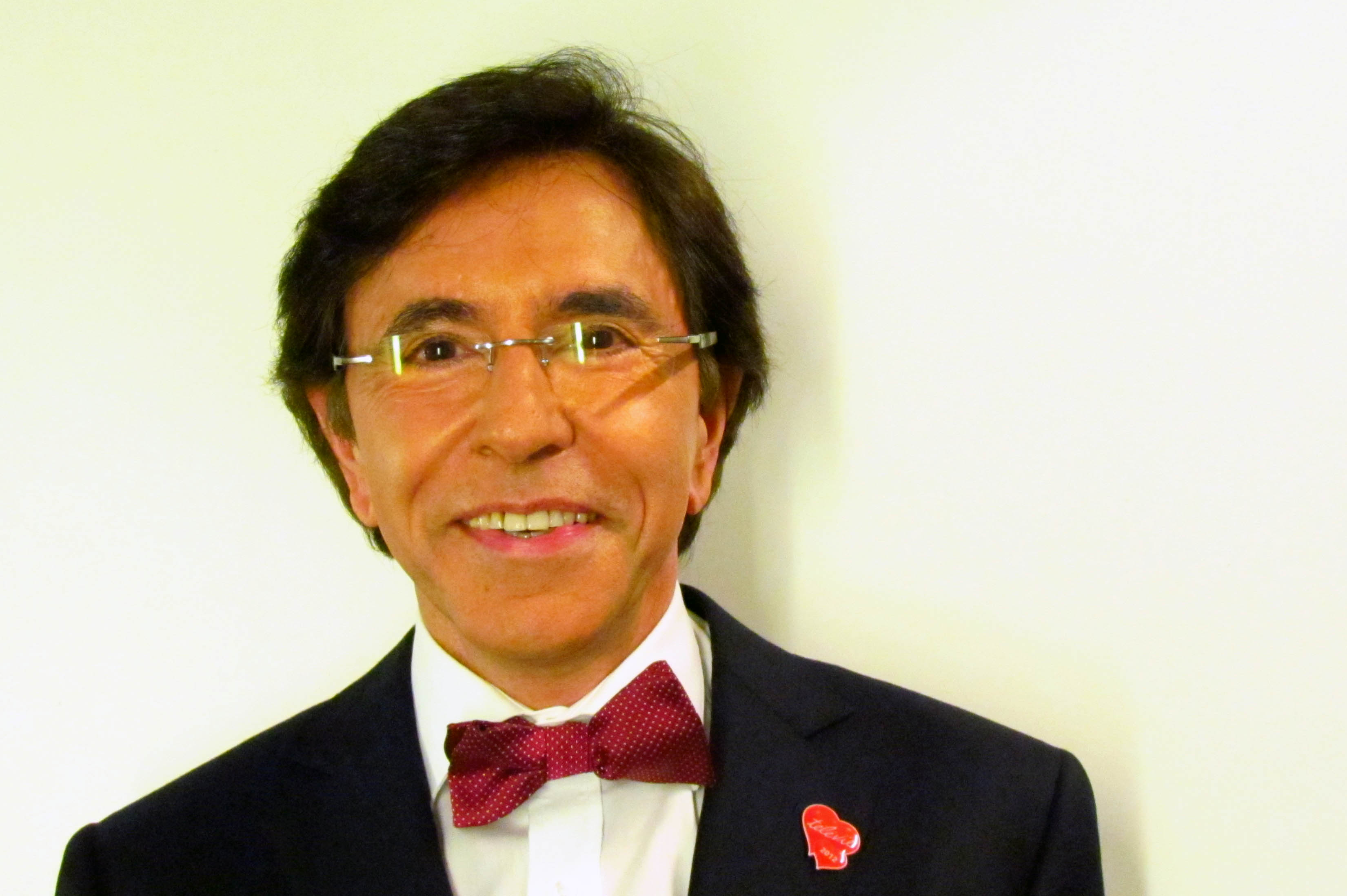
Elio Di Rupo nam als partijvoorzitter van de PS, de grootste partij in het Waals Parlement en het Parlement van de Franse Gemeenschap, het initiatief om nieuwe Waalse en Franse Gemeenschapsregeringen te vormen.

Namens de grootste partij PS voerden Elio Di Rupo en Paul Magnette formatiegesprekken met alle Franstalige partijen. Op 5 juni 2019 besloot cdH, die een zware nederlaag leed bij de verkiezingen, op alle niveaus voor de oppositie te kiezen. Vervolgens probeerden Di Rupo en Magnette een progressieve regering te vormen met Ecolo en de PTB, de twee winnaars van de verkiezingen. Op 11 juni verliet de PTB echter de onderhandelingstafel, omdat ze vond dat de PS niet genoeg een breuk met het verleden nastreefde. De PS vroeg de marxistische partij meermaals om voort te onderhandelen, maar uiteindelijk weigerde PTB nog deel te nemen aan de discussies. Hierdoor waren er nog twee opties om een regering te vormen: een paarse regering met PS en MR of een paars-groene regering met PS, MR en Ecolo. Zowel PS als Ecolo hadden de vorige jaren echter felle kritiek op MR, die als enige Franstalige partij deelnam aan de centrumrechtse Regering-Michel I en een coalitie met MR was bij de achterban van beide partijen weinig populair.
Op 17 juni lanceerde Ecolo-covoorzitter Jean-Marc Nollet in een interview met de RTBF een nieuwe optie: een zogenaamde klaprooscoalitie, een minderheidsregering van PS en Ecolo gesteund door een aantal spelers uit het maatschappelijke middenveld. De PS ging akkoord en op 8 juli kwamen Jean-Marc Nollet en Elio Di Rupo met een klaproosnota, waarin de grote lijnen van het akkoord tussen beide partijen werd vermeld. Ze stuurden hun nota naar de andere partijen, met de bedoeling een minderheidsregering te vormen met gedoogsteun van parlementsleden uit andere fracties. Zowel PTB, cdH als MR wezen de nota af. Vervolgens nodigden PS en Ecolo MR alsnog uit naar de onderhandelingstafel. Op 11 juli startten de onderhandelingen tussen de drie partijen. De gesprekken waren gebaseerd op de klaproosnota, waarbij de MR zijn eigen ideeën mocht aanbrengen.
Na twee maanden discrete onderhandelingen maakten Elio Di Rupo (PS), Jean-Marc Nollet (Ecolo) en Willy Borsus (MR) op 9 september 2019 op een persconferentie in Namen bekend dat er tussen hun partijen een regeerakkoord werd afgesloten. Op 12 september stemden de ledencongressen van de drie partijen in met regeringsdeelname. De eedaflegging van de regering-Di Rupo III (Waalse Gewest) voltrok zich in Namen op 13 september 2019. Op 17 september 2019 volgde de eedaflegging van de regering-Jeholet (Franse Gemeenschap).

## Brusselse Hoofdstedelijke Regering

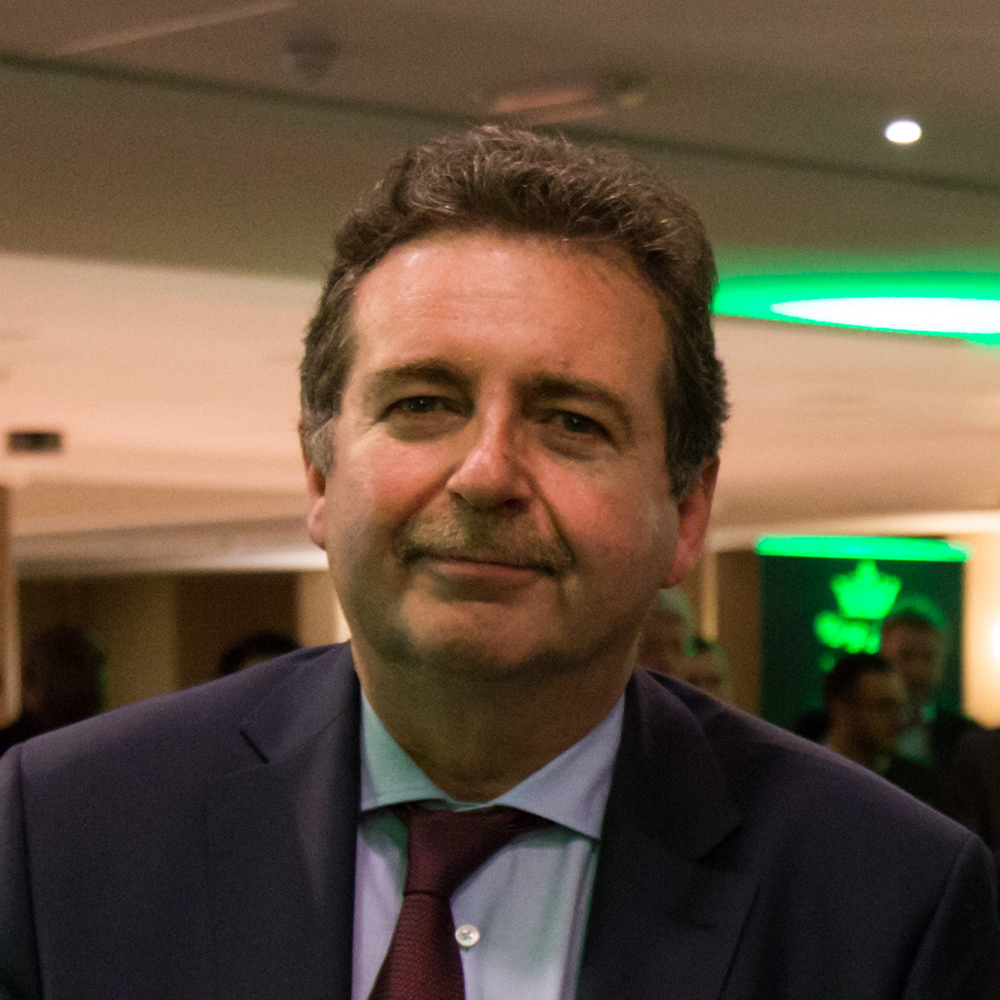
Rudi Vervoort volgde zichzelf op als minister-president van de Brusselse Hoofdstedelijke Regering.

Aan Vlaamse kant werd Groen de grootste partij. Namens deze partij startte lijsttrekker Elke Van den Brandt gesprekken op met alle andere Vlaamse partijen behalve Vlaams Belang. Op 31 mei 2019 geraakte bekend dat er regeringsonderhandelingen zouden worden opgestart met Groen en de uittredende Vlaamse regeringspartijen Open Vld van Guy Vanhengel en one.brussels-sp.a van Pascal Smet. De uittredende regeringspartij CD&V van Bianca Debaets zou hierdoor in de oppositie belanden, wat zou betekenen dat de Vlaamse christendemocraten voor het eerst sinds het ontstaan van het Brusselse Hoofdstedelijke Gewest in 1989 niet in de Brusselse regering zullen zitten.
Aan Franstalige kant namen Laurette Onkelinx en Rudi Vervoort (beide PS) na de verkiezingen het initiatief om een meerderheid te vormen. Op vrijdag 14 juni 2019 geraakte bekend dat regeringsonderhandelingen zouden worden opgestart tussen PS, Ecolo en DéFI. De Vlaamse liberalen van Open Vld stuurden echter aan op het betrekken van hun Franstalige liberale evenknie MR in de regeringsonderhandelingen.
In de nacht van 16 op 17 juli 2019 werd tussen de zes onderhandelende partijen een Brussels regeerakkoord afgesloten, waarmee de Regering-Vervoort III daags nadien een feit werd. Daarmee werd een tweede regeringsvorming afgesloten. MR werd niet in de coalitie opgenomen, tot onvrede van Open Vld-voorzitter Gwendolyn Rutten. Sven Gatz, die voor de partij minister werd in de Brusselse regering en in de Vlaamse regering van lopende zaken ook nog minister was, moest daarop al zijn Vlaamse bevoegdheden afstaan, op de Brusselse bevoegdheden na.

## Regering van de Duitstalige Gemeenschap

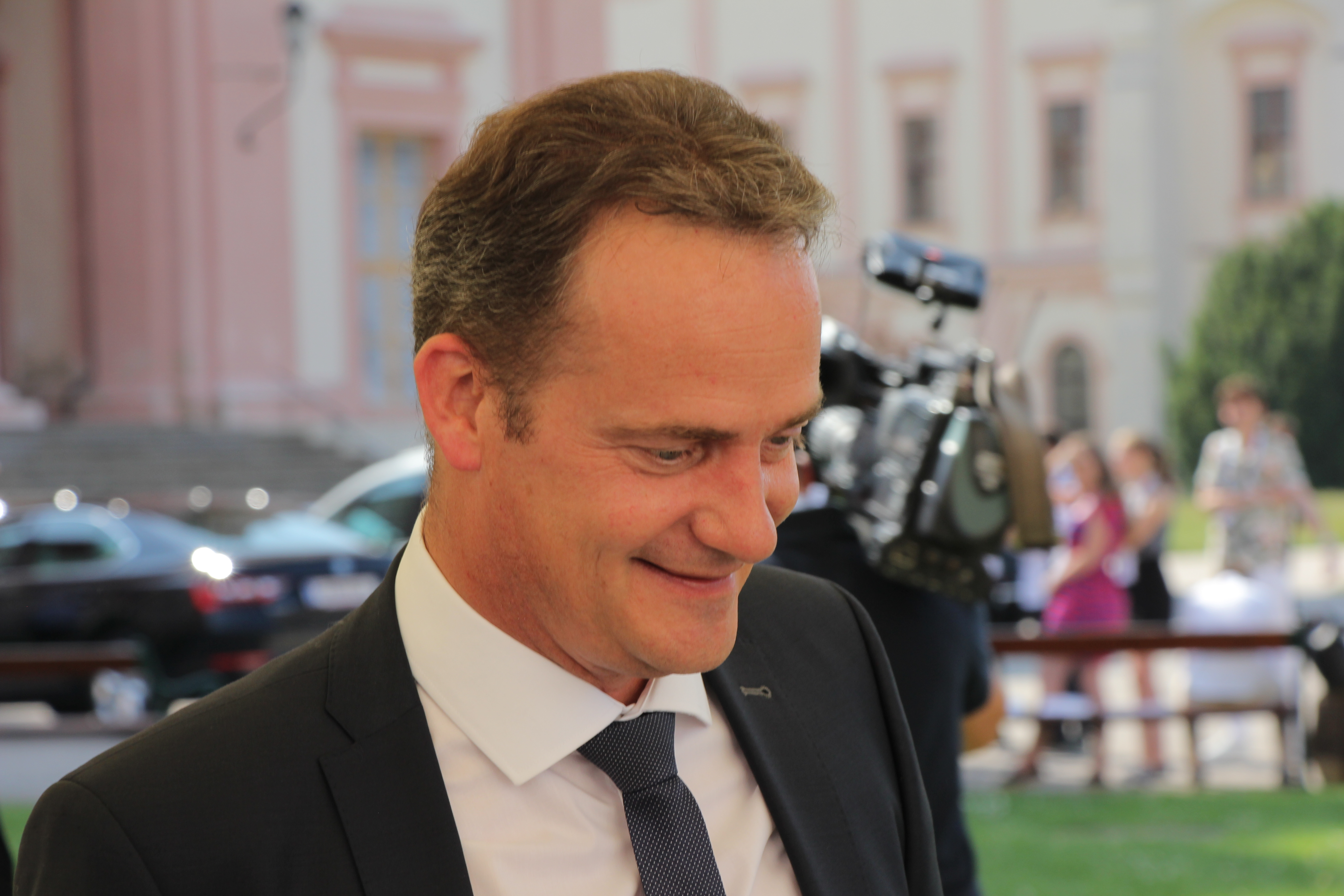
Oliver Paasch volgde zichzelf op als minister-president van de Duitstalige Gemeenschapsregering.

Drie dagen na de verkiezingen werd bekendgemaakt dat ProDG, SP en PFF de regering-Paasch II zouden vormen, met opnieuw Oliver Paasch als minister-president. Op maandag 17 juni 2019 legden de vier ministers de eed af in het Parlement van de Duitstalige Gemeenschap en de volgende dag legde de minister-president de eed af voor de Koning.
1919 · 1920 · 1921 · 1923 · 1924 · 1925 · 1926 · 1927 · 1929 · 1931 · mei 1932 · okt. 1932 · dec. 1932 · jun. 1934 · nov. 1934 · 1935 · 1936 · 1937 · 1938 ·  feb. 1939 · apr. 1939 · 1940 · 1944 · 1945 · feb-mrt 1946 · jul-aug 1946 · 1947 · 1948 · 1949 · jun 1950 · aug 1950 · 1952 · 1954 · jun. 1958 · nov. 1958 · 1961 · 1965 · 1966 · 1968 · 1971/72  · 1972/73 · 1974 · 1977 · 1978 · 1978/79 · apr.-mei 1980 · okt. 1980 · apr. 1981 · nov.-dec. 1981 · 1985 · oktober 1987 · 1987/88 · 1991/92 · 1995 · 1999 · 2003 · 2007 · 2008 · 2010/11 · 2014 · 2019/20 · 2024/25